# Перелік атак БпЛА Shahed 136 у 2025 році
У цьому переліку наведені усі задокументовані атаки ударними БпЛА типу Shahed, протягом 2025 року. 
| не зафіксовано руйнувань   |
| руйнування без жертв       |
| руйнування з жертвами      |
| влучання за межами України |

## Перелік

### Січень
У січні 2025 було зафіксовано щонайменше 2 507 БпЛА та 90 влучання (3%), з яких 5 влучань відбулися в атаці по прифронтових регіонах.
20 січня було оприлюднено уламки БпЛА із серійним номером Ъ213.
- Удар БпЛА по будинку Героїв Крут 68А у Сумах 30 січня 2025

| дата     | регіон                         | місце                          | всього | влучань                                    | влучання                                                                                              | жертви                  |
| -------- | ------------------------------ | ------------------------------ | ------ | ------------------------------------------ | --- | ----------------------- |
| 01.01.25 | центр, південь та схід України | центр, південь та схід України | 109    | —                                          | 63 збиті ППО, ще 46 локаційно втрачено                                                                | —                       |
| 01.01.25 | РФ, Білорусь                   | РФ, Білорусь                   | 2      | —                                          | 2 російських БпЛА вийшли з повітряного простору України у сторону РФ та Білорусі                      |                         |
| 02.01.25 | центр, південь та схід України | центр, південь та схід України | 71     | —                                          | 47 збиті ППО, ще 24 локаційно втрачено                                                                | —                       |
| 02.01.25 | Україна                        | Україна                        | 1      | —                                          | станом на ранок 1 січня, велася бойова робота по одному безпілотнику                                  | —                       |
| 03.01.25 | центр та схід України          | центр та схід України          | 93     | 7                                          | 60 збиті ППО, ще 26 локаційно втрачено                                                                | —                       |
| 03.01.25 | Київська обл.                  | Білоцерківський р-н            | 93     | 7                                          | уламками БпЛА уражено житловий будинок                                                                | 3 поранено              |
| 03.01.25 | Київська обл.                  | Броварський р-н                | 93     | 7                                          | водій вантажівки попав під уламки БпЛА                                                                | 1 загиблий              |
| 03.01.25 | Київська обл.                  | Фастівський р-н                | 93     | 7                                          | не встановлено                                                                                        | 1 поранена              |
| 03.01.25 | Чернігівська обл.              | Чернігівська обл.              | 93     | 7                                          | пошкоджено приватні підприємства, багатоквартирні будинки, авто                                       | —                       |
| 03.01.25 | Донецька обл.                  | Краматорськ                    | 93     | 7                                          | пошкоджень зазнала покрівля та верхні поверхи житлового будинку                                       | —                       |
| 03.01.25 | Україна                        | Україна                        | 32     | —                                          | 2-га атака за добу, 19 збито 24 втрачено                                                              | —                       |
| 04.01.25 | центр, південь та схід України | центр, південь та схід України | 81     | —                                          | 34 збиті ППО, ще 47 локаційно втрачено                                                                | —                       |
| 04.01.25 | Чернігівська обл.              | Чернігівська обл.              | 81     | —                                          | уламки збитих БпЛА пошкодили приватні будинки                                                         | —                       |
| 04.01.25 | Сумська обл.                   | Сумська обл.                   | 81     | —                                          | уламки збитих БпЛА пошкодили приватні будинки                                                         | —                       |
| 05.01.25 | центр та схід України          | центр та схід України          | 103    | —                                          | 61 збиті ППО, ще 42 локаційно втрачено                                                                | —                       |
| 05.01.25 | Харківська обл.                | Краснокутськ                   | 103    | —                                          | пошкоджені приватні будинки уламками БпЛА                                                             | 3 поранено              |
| 06.01.25 | центр, південь та схід України | центр, південь та схід України | 128    | —                                          | 79 збиті ППО, ще 49 локаційно втрачено                                                                | —                       |
| 06.01.25 | Київська обл.                  | Київська обл.                  | 128    | —                                          | через падіння збитих безпілотників пошкоджено підприємства, установи та приватні будинки              | —                       |
| 06.01.25 | Черкаська обл.                 | Черкаська обл.                 | 128    | —                                          | через падіння збитих безпілотників пошкоджено підприємства, установи та приватні будинки              | —                       |
| 06.01.25 | Чернігівська обл.              | Чернігівська обл.              | 128    | —                                          | через падіння збитих безпілотників пошкоджено підприємства, установи та приватні будинки              | —                       |
| 06.01.25 | Сумська обл.                   | Сумська обл.                   | 128    | —                                          | через падіння збитих безпілотників пошкоджено підприємства, установи та приватні будинки              | —                       |
| 06.01.25 | Полтавська обл.                | Полтавська обл.                | 128    | —                                          | через падіння збитих безпілотників пошкоджено підприємства, установи та приватні будинки              | —                       |
| 07.01.25 | центр, південь та схід України | центр, південь та схід України | 35     | —                                          | 28 збиті ППО, ще 7 локаційно втрачено                                                                 | —                       |
| 07.01.25 | РФ                             | РФ                             | 3      | —                                          | 3 БпЛА повернулися у повітряний простір РФ                                                            | —                       |
| 08.01.25 | центр, південь та схід України | центр, південь та схід України | 60     | 1                                          | 41 збиті ППО, ще 22 локаційно втрачено                                                                | —                       |
| 08.01.25 | Харківська обл.                | Чугуїв                         | 60     | 1                                          | пошкоджена нежитлова будівля                                                                          | —                       |
| 08.01.25 | РФ, Білорусь                   | РФ, Білорусь                   | 4      | —                                          | 4 БпЛА вийшли у повітряний простір РФ/Білорусі                                                        | —                       |
| 09.01.25 | центр, південь та схід України | центр, південь та схід України | 70     | —                                          | 46 збиті ППО, ще 24 локаційно втрачено                                                                | —                       |
| 09.01.25 | Черкаська обл.                 | Черкаська обл.                 | 70     | —                                          | через падіння збитих БпЛА пошкоджено приватні будинки                                                 | —                       |
| 09.01.25 | Сумська обл.                   | Сумська обл.                   | 70     | —                                          | через падіння збитих БпЛА пошкоджено приватні будинки                                                 | —                       |
| 09.01.25 | Харківська обл.                | Харківська обл.                | 70     | —                                          | через падіння збитих БпЛА пошкоджено приватні будинки                                                 | —                       |
| 10.01.25 | центр, південь та схід України | центр, південь та схід України | 71     | 5                                          | 33 збиті ППО, ще 33 локаційно втрачено                                                                | —                       |
| 10.01.25 | Київ                           | Київ                           | 71     | 5                                          | уламки дрона влучили в багатоповерхівку                                                               | —                       |
| 10.01.25 | Чернігівська обл.              | Чернігівська обл.              | 71     | 5                                          | влучання у підприємства та господарчі будівлі                                                         | 1 поранений             |
| 10.01.25 | РФ                             | РФ                             | 1      | —                                          | 1 БпЛА повернувся у повітряний простір РФ                                                             | —                       |
| 11.01.25 | центр, південь та схід України | центр, південь та схід України | 74     | —                                          | 47 збиті ППО, ще 27 локаційно втрачено                                                                | —                       |
| 11.01.25 | центр, південь та схід України | центр, південь та схід України | 74     | —                                          | у семи областях України уламками пошкоджено господарчі будівлі, установи, приватні будинки, авто      | —                       |
| 12.01.25 | центр та схід України          | центр та схід України          | 94     | —                                          | 60 збиті ППО, ще 34 локаційно втрачено                                                                | —                       |
| 12.01.25 | Полтавська обл.                | Полтавська обл.                | 94     | —                                          | пошкоджено декілька житлових будинків                                                                 | —                       |
| 12.01.25 | Сумська обл.                   | Сумська обл.                   | 94     | —                                          | пошкоджено декілька житлових будинків                                                                 | —                       |
| 12.01.25 | Харківська обл.                | Харківська обл.                | 94     | —                                          | пошкоджено декілька житлових будинків                                                                 | —                       |
| 13.01.25 | центр, південь та схід України | центр, південь та схід України | 110    | 1                                          | 78 збиті ППО, ще 31 локаційно втрачено                                                                | —                       |
| 13.01.25 | Житомирська обл.               | Житомирська обл.               | 110    | 1                                          | пошкодження будівель підприємств, приватних та державних установ, приватних будинків та авто          | —                       |
| 13.01.25 | Київська обл.                  | Київська обл.                  | 110    | 1                                          | пошкодження будівель підприємств, приватних та державних установ, приватних будинків та авто          | —                       |
| 13.01.25 | Запорізька обл.                | Запорізька обл.                | 110    | 1                                          | пошкодження будівель підприємств, приватних та державних установ, приватних будинків та авто          | —                       |
| 13.01.25 | Сумська обл.                   | Суми                           | 110    | 1                                          | пошкоджене приватне домогосподарство                                                                  | —                       |
| 13.01.25 | Сумська обл.                   | Путивль                        | 110    | 1                                          | пошкоджено критичну інфраструктуру                                                                    | —                       |
| 13.01.25 | Харківська обл.                | Чугуїв                         | 110    | 1                                          | влучання у двір багатоповерхової забудови                                                             | 1 поранений             |
| 14.01.25 | центр, південь та схід України | центр, південь та схід України | 80     | 1                                          | 58 збиті ППО, ще 21 локаційно втрачено                                                                | —                       |
| 14.01.25 | Черкаська обл.                 | Черкаський р-н                 | 80     | 1                                          | уламками пошкоджено вікна кількох підприємств                                                         | —                       |
| 14.01.25 | Житомирська обл.               | Житомирська обл.               | 80     | 1                                          | уламки збитих дронів пошкодили АЗС та авто                                                            | 1 поранений             |
| 14.01.25 | Київська обл.                  | Київська обл.                  | 80     | 1                                          | пошкоджено дах приватного будинку                                                                     | —                       |
| 14.01.25 | Сумська обл.                   | Сумська обл.                   | 80     | 1                                          | відомо про ушкодження від уламків                                                                     | —                       |
| 14.01.25 | Харківська обл.                | Мурафа                         | 80     | 1                                          | пошкоджено житлові та нежитлові споруди                                                               | 1 поранений             |
| 15.01.25 | Україна                        | Україна                        | 74     | —                                          | 47 збиті ППО, ще 27 локаційно втрачено                                                                | —                       |
| 16.01.25 | центр, південь та схід України | центр, південь та схід України | 55     | 3                                          | 34 збиті ППО, ще 18 локаційно втрачено                                                                | —                       |
| 16.01.25 | Полтавська обл.                | Полтавська обл.                | 55     | 3                                          | пошкоджена енергетична інфраструктура                                                                 | —                       |
| 16.01.25 | Чернігівська обл.              | Чернігівська обл.              | 55     | 3                                          | пошкоджено адмінбудівлю, ангари і техніку                                                             | —                       |
| 16.01.25 | Харківська обл.                | Харківська обл.                | 55     | 3                                          | пошкоджено приватні будинки                                                                           | —                       |
| 16.01.25 | Київ                           | Київ                           | 55     | 3                                          | пошкоджено фасади і авто уламками дронів                                                              | —                       |
| 17.01.25 | центр, південь та схід України | центр, південь та схід України | 48     | 6                                          | 33 збиті ППО, ще 9 локаційно втрачено                                                                 | —                       |
| 17.01.25 | Київська обл.                  | Київська обл.                  | 48     | 6                                          | пошкоджено кафе-магазин та котельню                                                                   | 1 поранений             |
| 17.01.25 | Черкаська обл.                 | Черкаська обл.                 | 48     | 6                                          | пошкоджено цивільну забудову                                                                          | —                       |
| 17.01.25 | Харківська обл.                | Дергачі                        | 48     | 6                                          | пошкоджена виробничо-складська будівля                                                                | —                       |
| 17.01.25 | Одеська обл.                   | Ізмаїльський р-н               | 48     | 6                                          | пошкодження будівель та житлового будинку                                                             | —                       |
| 17.01.25 | Румунія, Тулча, Ботошані       | Румунія, Тулча, Ботошані       | 2      | —                                          | 1 БпЛА вийшов у повітряний простір Румунії                                                            | —                       |
| 18.01.25 | центр, південь та схід України | центр, південь та схід України | 39     | 1                                          | 24 збиті ППО, ще 14 локаційно втрачено                                                                | —                       |
| 18.01.25 | Дніпропетровська обл.          | Павлоград                      | 39     | 1                                          | руйнування промислового підприємства                                                                  | —                       |
| 19.01.25 | центр, південь та схід України | центр, південь та схід України | 60     | 2                                          | 43 збиті ППО, ще 15 локаційно втрачено                                                                | —                       |
| 19.01.25 | Харківська обл.                | Пісочин                        | 60     | 2                                          | пошкоджено дорожнє полотно на трасі М-03                                                              | —                       |
| 19.01.25 | Україна                        | Україна                        | 1      | —                                          | вранці 19 січня велася бойова робота по 1 БпЛА                                                        | —                       |
| 20.01.25 | центр, південь та схід України | центр, південь та схід України | 141    | 1                                          | 93 збиті ППО, ще 47 локаційно втрачено                                                                | —                       |
| 21.01.25 | центр, південь та схід України | центр, південь та схід України | 131    | —                                          | 72 збиті ППО, ще 59 локаційно втрачено                                                                | —                       |
| 21.01.25 | Черкаська обл.                 | Черкаська обл.                 | 131    | —                                          | пошкоджено житло та магазини                                                                          | —                       |
| 21.01.25 | Полтавська обл.                | Полтавська обл.                | 131    | —                                          | пошкоджені будинки, авто, лінія електропередач                                                        | —                       |
| 21.01.25 | Харківська обл.                | Харків                         | 131    | —                                          | пошкоджено гаражі, гуртожиток, авто                                                                   | —                       |
| 22.01.25 | центр, південь та схід України | центр, південь та схід України | 99     | 4                                          | 65 збиті ППО, ще 30 локаційно втрачено                                                                | —                       |
| 22.01.25 | Сумська обл.                   | Суми                           | 99     | 4                                          | пошкоджено 13 приватних будинків                                                                      | 3 поранено              |
| 22.01.25 | Миколаївська обл.              | Миколаїв                       | 99     | 4                                          | пошкоджений будинок, підприємство і транспорт                                                         | 2 поранено              |
| 22.01.25 | Хмельницька обл.               | Хмельницька обл.               | 99     | 4                                          | пошкоджено установи, промислові підприємства, господарчі будівлі, приватні та багатоквартирні будинки | —                       |
| 22.01.25 | Київська обл.                  | Київська обл.                  | 99     | 4                                          | пошкоджено установи, промислові підприємства, господарчі будівлі, приватні та багатоквартирні будинки | —                       |
| 22.01.25 | Черкаська обл.                 | Черкаська обл.                 | 99     | 4                                          | пошкоджено установи, промислові підприємства, господарчі будівлі, приватні та багатоквартирні будинки | —                       |
| 22.01.25 | Дніпропетровська обл.          | Дніпропетровська обл.          | 99     | 4                                          | пошкоджено установи, промислові підприємства, господарчі будівлі, приватні та багатоквартирні будинки | —                       |
| 23.01.25 | центр, південь та схід України | центр, південь та схід України | 89     | 5                                          | 57 збиті ППО, ще 27 локаційно втрачено                                                                | —                       |
| 23.01.25 | Запорізька обл.                | Запоріжжя                      | 89     | 5                                          | атаковано промисловий та енергетичний об'єкт                                                          | поранені                |
| 23.01.25 | Україна                        | Україна                        | 3      | —                                          | вранці 19 січня велася бойова робота по 3 БпЛА                                                        | —                       |
| 24.01.25 | Україна                        | Україна                        | 58     | 6                                          | 25 збиті ППО, ще 27 локаційно втрачено                                                                | —                       |
| 24.01.25 | Львівська обл.                 | Підбірці                       | 58     | 6                                          | пошкоджений житловий будинок та авто                                                                  | —                       |
| 24.01.25 | Київська обл.                  | Бровари                        | 58     | 6                                          | загорівся двоповерховий приватний будинок                                                             | 2 загиблих              |
| 24.01.25 | Київська обл.                  | Глеваха                        | 58     | 6                                          | пошкоджено житлову десятиповерхівку                                                                   | 1 загиблий, 2 поранені  |
| 25.01.25 | центр, південь та схід України | центр, південь та схід України | 61     |                                            | 46 збиті ППО, ще 15 локаційно втрачено                                                                | —                       |
| 25.01.25 | Київська обл.                  | Вишневе                        | 61     | пошкоджена житлова багатоповерхівка        | — |                         |
| 25.01.25 | Київська обл.                  | Фастівський р-н                | 61     | пошкоджена будівля виробничого приміщення  | — |                         |
| 25.01.25 | Хмельницька обл.               | Хмельницька обл.               | 61     | пошкоджено підприємства, установи, будинки | — |                         |
| 25.01.25 | Черкаська обл.                 | Черкаська обл.                 | 61     | атакована критична інфраструктура          | — |                         |
| 25.01.25 | Харківська обл.                | Харківська обл.                | 61     |                                            | пошкоджено будинки, господарчі споруди, ЛЕП                                                           | —                       |
| 26.01.25 | центр, південь та схід України | центр, південь та схід України | 71     | 13                                         | 50 збиті ППО, ще 9 локаційно втрачено                                                                 | —                       |
| 26.01.25 | Сумська обл.                   | Суми                           | 71     | 13                                         | влучання у сквер в центрі міста                                                                       | —                       |
| 26.01.25 | Харківська обл.                | Харків                         | 71     | 13                                         | пошкоджено вікна та дахи 12 приватних будинків                                                        | —                       |
| 26.01.25 | Україна                        | Україна                        | 1      | —                                          | вранці 28 січня велася бойова робота по 1 БпЛА                                                        | —                       |
| 27.01.25 | Україна                        | Україна                        | 104    | 8                                          | 57 збиті ППО, ще 39 локаційно втрачено                                                                | —                       |
| 27.01.25 | Івано-Франківська обл.         | Івано-Франківська обл.         | 104    | 8                                          | атаковано критичну інфраструктуру                                                                     | —                       |
| 27.01.25 | Київська обл.                  | Київська обл.                  | 104    | 8                                          | атаковано цивільну інфраструктуру                                                                     | —                       |
| 27.01.25 | Сумська обл.                   | Суми                           | 104    | 8                                          | пошкоджені інфраструктурні об’єкти                                                                    | —                       |
| 27.01.25 | Сумська обл.                   | Піщане                         | 104    | 8                                          | пошкоджені інфраструктурні об’єкти                                                                    | —                       |
| 27.01.25 | Дніпропетровська обл.          | Дніпро                         | 104    | 8                                          | пошкоджена житлова багатоповерхівка, авто                                                             | —                       |
| 28.01.25 | центр, південь та схід України | центр, південь та схід України | 99     | 6                                          | 65 збиті ППО, ще 28 локаційно втрачено                                                                | —                       |
| 28.01.25 | Київська обл.                  | Межигір'я                      | 99     | 6                                          | пошкоджені будинки та музей ретро-автомобілів                                                         | —                       |
| 28.01.25 | Черкаська обл.                 | Уманський р-н                  | 99     | 6                                          | БпЛА уразив підприємство                                                                              | —                       |
| 28.01.25 | Чернігівська обл.              | Чернігів                       | 99     | 6                                          | пошкоджено домівки та господарчі споруди                                                              | —                       |
| 28.01.25 | Одеська обл.                   | Одеса                          | 99     | 6                                          | атаковано багатоповерхівки та дачні будинки                                                           | 4 поранено              |
| 28.01.25 | Харківська обл.                | Харків                         | 99     | 6                                          | руйнування приватного будинку та авто                                                                 | —                       |
| 28.01.25 | Харківська обл.                | Шестакове                      | 99     | 6                                          | пожежу та знищення приватного будинку                                                                 | —                       |
| 28.01.25 | Україна                        | Україна                        | 1      | —                                          | вранці 28 січня велася бойова робота по 1 БпЛА                                                        | —                       |
| 29.01.25 | центр, південь та схід України | центр, південь та схід України | 57     | 14                                         | 29 збиті ППО, ще 14 локаційно втрачено                                                                | —                       |
| 29.01.25 | Київ                           | Київ                           | 57     | 14                                         | будівлю прохідної Дарницького депо                                                                    | —                       |
| 29.01.25 | Одеська обл.                   | Ізмаїльський р-н               | 57     | 14                                         | була атакована припортова інфраструктура                                                              | —                       |
| 29.01.25 | Харківська обл.                | Зміїв                          | 57     | 14                                         | цивільне підприємство та житлові будинки                                                              | 2 поранено              |
| 30.01.25 | центр, південь та схід України | центр, південь та схід України | 81     | 5                                          | 37 збиті ППО, ще 39 локаційно втрачено                                                                | —                       |
| 30.01.25 | Сумська обл.                   | Суми                           | 81     | 5                                          | безпілотник влучив у житлову багатоповерхівку                                                         | 9 загиблих, 14 поранені |
| 30.01.25 | Сумська обл.                   | Краснопілля                    | 81     | 5                                          | влучання у приватний будинок                                                                          | 2 поранено              |
| 30.01.25 | Чернігівська обл.              | Чернігівська обл.              | 81     | 5                                          | промислові підприємства, приватні та багатоквартирні будинки                                          | —                       |
| 30.01.25 | Полтавська обл.                | Полтавська обл.                | 81     | 5                                          | промислові підприємства, приватні та багатоквартирні будинки                                          | —                       |
| 30.01.25 | Одеська обл.                   | Одеська обл.                   | 81     | 5                                          | промислові підприємства, приватні та багатоквартирні будинки                                          | —                       |
| 31.01.25 | центр, південь та схід України | центр, південь та схід України | 101    | 6                                          | 59 збиті ППО, ще 37 локаційно втрачено                                                                | —                       |
| 31.01.25 | Миколаївська обл.              | Баштанський р-н                | 101    | 6                                          | уламками пошкоджено три приватних будинка                                                             | —                       |
| 31.01.25 | Одеська обл.                   | Чорноморськ                    | 101    | 6                                          | уражено лікарню, житло, адмінбудівлю, склад                                                           | 4 поранено              |
| 31.01.25 | Україна                        | Україна                        | 1      | —                                          | вранці 31 січня велася бойова робота по 1 БпЛА                                                        | —                       |

### Лютий
У лютому 2025 було зафіксовано щонайменше 3 907 БпЛА та 103 влучань (3%).
15 лютого були оприлюднені уламки БпЛА із серійними номерами Ы004 та Ы15356.
| дата     | регіон                         | місце                          | всього | влучань | влучання                                           | жертви                 |
| -------- | ------------------------------ | ------------------------------ | ------ | ------- | -------------------------------------------------- | ---------------------- |
| 01.02.25 | Україна                        | Україна                        | 123    | 6       | 56 збиті ППО, ще 61 локаційно втрачено             | —                      |
| 01.02.25 | Хмельницька обл.               | Хмельницька обл.               | 123    | 6       | пошкоджено нежитлові споруди                       | —                      |
| 01.02.25 | Харківська обл.                | Харків                         | 123    | 6       | обстріл житлової забудови                          | 1 загибла, 5 поранено  |
| 01.02.25 | Сумська обл.                   | Юнаківка                       | 123    | 6       | атаковано житлову забудову населеного пункта       | 3 загиблих             |
| 01.02.25 | Запорізька обл.                | Запоріжжя                      | 123    | 6       | атакова енергетична на цивільна інфраструктура     | 1 поранений            |
| 02.02.25 | центр, південь та схід України | центр, південь та схід України | 55     | 2       | 40 збиті ППО, ще 13 локаційно втрачено             | —                      |
| 02.02.25 | Харківська обл.                | Харків                         | 55     | 2       | удар по території цивільного підприємства          | —                      |
| 02.02.25 | Харківська обл.                | Люботин                        | 55     | 2       | атакована господарча споруда                       | 2 поранено             |
| 02.02.25 | Сумська обл.                   | Сад                            | 55     | 2       | пошкоджено об’єкт інфраструктури                   | —                      |
| 03.02.25 | центр, південь та схід України | центр, південь та схід України | 71     | 8       | 38 збиті ППО, ще 25 локаційно втрачено             | —                      |
| 03.02.25 | Черкаська обл.                 | Черкаський р-н                 | 71     | 8       | пошкоджено чотири житлових будинки                 | —                      |
| 03.02.25 | Сумська обл.                   | Сумська обл.                   | 71     | 8       | не встановлено                                     | —                      |
| 03.02.25 | Харківська обл.                | Золочів                        | 71     | 8       | пошкоджено заклад освіти                           | 4 поранено             |
| 04.02.25 | центр України                  | центр України                  | 65     | —       | 37 збиті ППО, ще 28 локаційно втрачено             | —                      |
| 04.02.25 | Сумська обл.                   | Суми                           | 65     | —       | атаковано дачні будинки                            | —                      |
| 04.02.25 | Сумська обл.                   | Буринь                         | 65     | —       | падіння уламків у центральному парку               | —                      |
| 04.02.25 | Черкаська обл.                 | Черкаси                        | 65     | —       | руйнування на трьох приватних підприємствах        | —                      |
| 05.02.25 | центр та схід України          | центр та схід України          | 104    | 5       | 57 збиті ППО, ще 42 локаційно втрачено             | —                      |
| 05.02.25 | Київська обл.                  | Київська обл.                  | 104    | 5       | відомо про пошкодження будівель                    | —                      |
| 05.02.25 | Полтавська обл.                | Полтавська обл.                | 104    | 5       | відомо про пошкодження будівель                    | —                      |
| 05.02.25 | Донецька обл.                  | Донецька обл.                  | 104    | 5       | відомо про пошкодження будівель                    | —                      |
| 05.02.25 | Сумська обл.                   | Ромни                          | 104    | 5       | пошкоджено 14 житлових будинків                    | —                      |
| 05.02.25 | Харківська обл.                | Харків                         | 104    | 5       | атака історичної пам'ятки, навчального закладу     | —                      |
| 06.02.25 | центр, південь та схід України | центр, південь та схід України | 77     | 3       | 56 збиті ППО, ще 18 локаційно втрачено             | —                      |
| 06.02.25 | Дніпропетровська обл.          | Дніпропетровська обл.          | 77     | 3       | відомо про руйнування, без постраждалих            | —                      |
| 06.02.25 | Черкаська обл.                 | Черкаська обл.                 | 77     | 3       | відомо про руйнування, без постраждалих            | —                      |
| 06.02.25 | Харківська обл.                | Харків                         | 77     | 3       | атаковано торгові павільйони ринку «Барабашово»    | —                      |
| 07.02.25 | центр, південь та схід України | центр, південь та схід України | 112    | —       | 81 збиті ППО, ще 31 локаційно втрачено             | —                      |
| 07.02.25 | Київська обл.                  | Київська обл.                  | 112    | —       | уражено господарське та гаражне приміщення         | —                      |
| 07.02.25 | Сумська обл.                   | Охтирка                        | 112    | —       | пошкоджено чотири приватні будинки                 | —                      |
| 08.02.25 | центр, південь та схід України | центр, південь та схід України | 139    | 1       | 67 збиті ППО, ще 71 локаційно втрачено             | —                      |
| 08.02.25 | Сумська обл.                   | Суми                           | 139    | 1       | безпілотник влучив у приватний будинок             | —                      |
| 09.02.25 | центр, південь та схід України | центр, південь та схід України | 149    | 5       | 70 збиті ППО, ще 74 локаційно втрачено             | —                      |
| 09.02.25 | Україна                        | Україна                        | 2      | —       | вранці 9 лютого велася бойова робота по БпЛА       | —                      |
| 10.02.25 | центр, південь та схід України | центр, південь та схід України | 83     | —       | 61 збиті ППО, ще 22 локаційно втрачено             | —                      |
| 10.02.25 | Полтавська обл.                | Полтава                        | 83     | —       | пошкоджені понад 60 домоволодінь                   | —                      |
| 10.02.25 | Сумська обл.                   | Суми                           | 83     | —       | влучив у житловий квартал у Сумах                  | 1 поранено             |
| 10.02.25 | Київ                           | Київ                           | 83     | —       | пошкоджена одноповерхова нежитлова будівля         | —                      |
| 11.02.25 | центр, південь та схід України | центр, південь та схід України | 124    | 3       | 57 збиті ППО, ще 64 локаційно втрачено             | —                      |
| 11.02.25 | Черкаська обл.                 | Черкаська обл.                 | 124    | 3       | не встановлено                                     | 2 поранено             |
| 11.02.25 | Чернігівська обл.              | Ніжинський р-н                 | 124    | 3       | влучання у промисловий об'єкт                      | —                      |
| 11.02.25 | Чернігівська обл.              | Чернігівський р-н              | 124    | 3       | пошоджено два приватні будинки                     | —                      |
| 11.02.25 | Харківська обл.                | Мерефа                         | 124    | 3       | через збиття БпЛА пошкоджені складські будівлі     | —                      |
| 12.02.25 | центр, південь та схід України | центр, південь та схід України | 123    | 12      | 71 збиті ППО, ще 40 локаційно втрачено             | —                      |
| 12.02.25 | Київська обл.                  | Бориспільський р-н             | 123    | 12      | пошкоджено приватні будинки та авто                | —                      |
| 12.02.25 | Київська обл.                  | Обухівський р-н                | 123    | 12      | пошкоджені нежитлові приміщення                    | —                      |
| 12.02.25 | Полтавська обл.                | Полтавська обл.                | 123    | 12      | не встановлено                                     | —                      |
| 12.02.25 | Чернігівська обл.              | Прилуцький р-н                 | 123    | 12      | пошкоджено будівлі критичної інф-ри                | —                      |
| 12.02.25 | Сумська обл.                   | Сумська обл.                   | 123    | 12      | пошкоджено житлові будинки                         | —                      |
| 12.02.25 | Миколаївська обл.              | Миколаївська обл.              | 123    | 12      | уламками пошкоджено інфраструктурний об’єкт        | —                      |
| 12.02.25 | Молдова, Тараклійський р-н     | Молдова, Тараклійський р-н     | 1      | —       | відомо про один дрон що залетів у Молдову          | —                      |
| 13.02.25 | центр, південь та схід України | центр, південь та схід України | 140    | 3       | 85 збиті ППО, ще 52 локаційно втрачено             | —                      |
| 13.02.25 | Одеська обл.                   | Ізмаїльський р-н               | 140    | 3       | атака інфраструктури порту, навчального закладу    | 1 поранена             |
| 13.02.25 | Харківська обл.                | Рокитне                        | 140    | 3       | атаковано цивільну інфраструктуру                  | —                      |
| 13.02.25 | Молдова, Тараклійський р-н     | Молдова, Тараклійський р-н     | 2+     | —       | відомо про 2+ дрони що залетіли у Молдову          | —                      |
| 13.02.25 | Румунія, Тулча                 | Румунія, Тулча                 | 1      | —       | знайдено уламки дрона після атаки 13 лютого        | —                      |
| 14.02.25 | центр, південь та схід України | центр, південь та схід України | 133    | 2       | 73 збиті ППО, ще 58 локаційно втрачено             | —                      |
| 14.02.25 | Київська обл.                  | Чорнобильська АЕС              | 133    | 2       | дрон влучив у саркофаг 4-го енергоблоку            | —                      |
| 14.02.25 | Київська обл.                  | Фастівський р-н                | 133    | 2       | загоряння складських приміщень від уламків         | —                      |
| 14.02.25 | Одеська обл.                   | Одеса                          | 133    | 2       | припортова інфраструктура, база відпочинку         | —                      |
| 14.02.25 | Сумська обл.                   | Суми                           | 133    | 2       | загорілась господарська споруда                    | 1 поранений            |
| 15.02.25 | центр, південь та схід України | центр, південь та схід України | 70     | —       | 33 збиті ППО, ще 37 локаційно втрачено             | —                      |
| 16.02.25 | центр, південь та схід України | центр, південь та схід України | 143    | 2       | 95 збиті ППО, ще 46 локаційно втрачено             | —                      |
| 16.02.25 | Київська обл.                  | Київська обл.                  | 143    | 2       | пошкоджено приватні будинки та виробництво         | —                      |
| 16.02.25 | Миколаївська обл.              | Миколаїв                       | 143    | 2       | пошкоджено 5 багатоквартирних будинків та ТЦ       | 1 поранений            |
| 16.02.25 | Миколаївська обл.              | Миколаїв                       | 143    | 2       | дрони пошкодили теплову електростанцію міста       | —                      |
| 17.02.25 | центр, південь та схід України | центр, південь та схід України | 147    | 5       | 83 збиті ППО, ще 59 локаційно втрачено             | —                      |
| 17.02.25 | Київська обл.                  | Київська обл.                  | 147    | 5       | пошкоджені приватні будинки, авто, виробничий цех  | 1 поранений            |
| 17.02.25 | Сумська обл.                   | Суми                           | 147    | 5       | пошкоджено приміщення СТО та автомобілі            | —                      |
| 17.02.25 | Запорізька обл.                | Запорізька обл.                | 147    | 5       | пошкоджені складські приміщення                    | —                      |
| 17.02.25 | Харківська обл.                | Харків                         | 147    | 5       | пошкоджено житлові будинки                         | —                      |
| 18.02.25 | центр, південь та схід України | центр, південь та схід України | 176    | 6       | 103 збиті ППО, ще 67 локаційно втрачено            | —                      |
| 18.02.25 | Черкаська обл.                 | Черкаський р-н                 | 176    | 6       | уламками пошкоджено чотири будинки, гараж          | —                      |
| 18.02.25 | Полтавська обл.                | Полтавський р-н                | 176    | 6       | пошкоджено житлові будинки та господарська споруда | —                      |
| 18.02.25 | Кіровоградська обл.            | Долинська                      | 176    | 6       | безпілотник влучив у житлову багатоповерхівку      | 3 поранено             |
| 18.02.25 | Київ                           | Київ                           | 176    | 6       | спалахнула пожежа через уламки                     | —                      |
| 19.02.25 | центр, південь та схід України | центр, південь та схід України | 167    | 5       | 106 збиті ППО, ще 56 локаційно втрачено            | —                      |
| 19.02.25 | Черкаська обл.                 | Черкаська обл.                 | 167    | 5       | пошкоджено ЛЕП, житло, господарські споруди        | —                      |
| 19.02.25 | Одеська обл.                   | Одеса                          | 167    | 5       | атаковано інфраструктуру, поліклініку, дитсадок    | 4 поранено             |
| 20.02.25 | центр, південь та схід України | центр, південь та схід України | 161    | 3       | 80 збиті ППО, ще 78 локаційно втрачено             | —                      |
| 20.02.25 | Київська обл.                  | Біла Церква                    | 161    | 3       | влучання БпЛА посеред житлових будинків            | —                      |
| 20.02.25 | Одеська обл.                   | Одеса                          | 161    | 3       | пошкоджено житлові та громадські споруди           | 1 поранений            |
| 21.02.25 | центр, південь та схід України | центр, південь та схід України | 160    | 3       | 87 збиті ППО, ще 70 локаційно втрачено             | —                      |
| 21.02.25 | Харківська обл.                | Харківська обл.                | 160    | 3       | пошкоджено цивільні нежитлові споруди              | —                      |
| 22.02.25 | центр, південь та схід України | центр, південь та схід України | 162    | 5       | 82 збиті ППО, ще 75 локаційно втрачено             | —                      |
| 22.02.25 | Київська обл.                  | Бориспільський р-н             | 162    | 5       | атаковане складське приміщення та житло            | —                      |
| 22.02.25 | Київська обл.                  | Броварський р-н                | 162    | 5       | пошкоджено житло та адмінбудівлі підприємств       | 1 загиблий             |
| 22.02.25 | Кіровоградська обл.            | Кропивницький р-н              | 162    | 5       | дрон влучив в підприємство                         | —                      |
| 22.02.25 | Дніпропетровська обл.          | Кам'янський р-н                | 162    | 5       | уламки ворожих БпЛА пошкодили підприємство         | —                      |
| 22.02.25 | Харківська обл.                | Близнюки                       | 162    | 5       | атака приміщення цивільного підприємства           | —                      |
| 23.02.25 | Україна                        | Україна                        | 267    | 10      | 138 збиті ППО, ще 119 локаційно втрачено           | —                      |
| 23.02.25 | Київська обл.                  | Бучанський р-н                 | 267    | 10      | пошкоджено чотири приватні будинки                 | —                      |
| 23.02.25 | Запорізька обл.                | Запоріжжя                      | 267    | 10      | виникла пожежа у приватному секторі                | 1 поранена             |
| 23.02.25 | Одеська обл.                   | Одеса                          | 267    | 10      | сталося загорання приватного будинку               | 3 поранено             |
| 24.02.25 | центр, південь та схід України | центр, південь та схід України | 185    | 1       | 113 збиті ППО, ще 71 локаційно втрачено            | —                      |
| 24.02.25 | Хмельницька обл.               | Хмельницька обл.               | 185    | 1       | пошкоджено фасад приватного будинку та авто        | —                      |
| 24.02.25 | Київська обл.                  | Бровари                        | 185    | 1       | пошкоджено недобудовану багатоповерхівку           | —                      |
| 24.02.25 | Дніпропетровська обл.          | Дніпровський р-н               | 185    | 1       | уражені приватні будинки, господарчі споруди       | —                      |
| 24.02.25 | Одеська обл.                   | Одеса                          | 185    | 1       | атаковано житловий будинок та портову інф-ру       | —                      |
| 25.02.25 | центр, південь та схід України | центр, південь та схід України | 213    | 1       | 133 збиті ППО, ще 79 локаційно втрачено            | —                      |
| 25.02.25 | Житомирська обл.               | Житомирський р-н               | 213    | 1       | атаковано житло і господарчу споруду               | 3 поранено             |
| 25.02.25 | Київська обл.                  | Обухівський р-н                | 213    | 1       | атаковано приватний будинок і госп. споруди        | 1 поранена             |
| 25.02.25 | Київська обл.                  | Фастівський р-н                | 213    | 1       | пошкодження приватних будинків                     | —                      |
| 25.02.25 | Сумська обл.                   | Суми                           | 213    | 1       | пошкоджені багатоповерхівки                        | 2 поранено             |
| 26.02.25 | центр, південь та схід України | центр, південь та схід України | 177    | 1       | 110 збиті ППО, ще 66 локаційно втрачено            | —                      |
| 26.02.25 | Київська обл.                  | Бучанський р-н                 | 177    | 1       | уражені приватні і багатоквартирні будинки         | 2 загиблих, 2 поранено |
| 26.02.25 | Дніпропетровська обл.          | Дніпропетровська обл.          | 177    | 1       | відомо про ураження енергооб'єкта ДТЕК             | —                      |
| 26.02.25 | Харківська обл.                | Харків                         | 177    | 1       | уражено багатоквартирний житловий будинок          | 2 поранено             |
| 27.02.25 | Україна                        | Україна                        | 166    | 4       | 90 збиті ППО, ще 72 локаційно втрачено             | —                      |
| 27.02.25 | Київська обл.                  | Київська обл.                  | 166    | 4       | виникла пожежа на промисловому об'єкті             | —                      |
| 27.02.25 | Чернігівська обл.              | Сновськ                        | 166    | 4       | уламками пошкоджено житлові будинки та ЛЕП         | —                      |
| 27.02.25 | Сумська обл.                   | Липова Долина                  | 166    | 4       | пошкоджено три приватні житлові будинки            | —                      |
| 28.02.25 | Україна                        | Україна                        | 208    | 4       | 107 збиті ППО, ще 97 локаційно втрачено            | —                      |
| 28.02.25 | Миколаївська обл.              | Миколаїв                       | 208    | 4       | уламки дрона впали на територію підприємства       | —                      |
| 28.02.25 | Запорізька обл.                | Запоріжжя                      | 208    | 4       | приватні будинки та 3 багатоповерхівки             | 1 поранена             |
| 28.02.25 | Харківська обл.                | Харківський р-н                | 208    | 4       | пошкоджено приватне домоволодіння                  | 2 поранено             |

### Березень
У березні 2025 було зафіксовано щонайменше 4 196 БпЛА та 384 влучання (9%).
12 березня було оприлюднено уламки БпЛА із серійним номером Ы17316.
| дата     | регіон                         | місце                          | всього | влучань | влучання                                                          | жертви                   |
| -------- | ------------------------------ | ------------------------------ | ------ | ------- | ----------------------------------------------------------------- | ------------------------ |
| 01.03.25 | центр, південь та схід України | центр, південь та схід України | 154    | —       | 103 збиті ППО, ще 51 локаційно втрачено                           | —                        |
| 01.03.25 | Київська обл.                  | Київська обл.                  | 154    | —       | відомо про ураження уламками                                      | —                        |
| 01.03.25 | Черкаська обл.                 | Черкаська обл.                 | 154    | —       | відомо про ураження уламками                                      | —                        |
| 01.03.25 | Чернігівська обл.              | Чернігівська обл.              | 154    | —       | відомо про ураження уламками                                      | —                        |
| 01.03.25 | Сумська обл.                   | Сумська обл.                   | 154    | —       | відомо про ураження уламками                                      | —                        |
| 01.03.25 | Одеська обл.                   | Одеський р-н                   | 154    | —       | приватне житло, авто на території підприємства                    | 3 поранено               |
| 01.03.25 | Харківська обл.                | Харків                         | 154    | —       | житлові будинки, аптеки, кафе, магазини                           | 12 поранено              |
| 01.03.25 | Харківська обл.                | Харків                         | 154    | —       | пошкоджено медичний заклад                                        | 12 поранено              |
| 01.03.25 | Румунія, Тулча                 | Румунія, Тулча                 | 1      | —       | були виявлені уламки БпЛА                                         | —                        |
| 02.03.25 | центр, південь та схід України | центр, південь та схід України | 79     | —       | 63 збиті ППО, ще 16 локаційно втрачено                            | —                        |
| 02.03.25 | Хмельницька обл.               | Пирогівці                      | 79     | —       | руйнування на приватного домоволодіння                            | 1 поранена               |
| 02.03.25 | Запорізька обл.                | Запоріжжя                      | 79     | —       | удар по житловій багатоповерхівці                                 | 1 поранена               |
| 02.03.25 | Сумська обл.                   | Сумська обл.                   | 79     | —       | пошкодження інфраструктури уламками                               | —                        |
| 02.03.25 | Харківська обл.                | Харківська обл.                | 79     | —       | пошкодження інфраструктури уламками                               | —                        |
| 03.03.25 | центр, південь та схід України | центр, південь та схід України | 83     | 6       | 46 збиті ППО, ще 31 локаційно втрачено                            | —                        |
| 03.03.25 | Дніпропетровська обл.          | Кривий Ріг                     | 83     | 6       | промислове підприємство, медзаклад, житло                         | —                        |
| 03.03.25 | Харківська обл.                | Харків                         | 83     | 6       | безпілотник влучив у багатоповерхівку в центрі                    | 8 поранено               |
| 03.03.25 | Харківська обл.                | Фельдман-Екопарк               | 83     | 6       | атаковані вольєри екопарку, загинули тварини                      | —                        |
| 04.03.25 | центр, південь та схід України | центр, південь та схід України | 99     | 2       | 65 збиті ППО, ще 32 локаційно втрачено                            | —                        |
| 04.03.25 | Одеська обл.                   | Одеська обл.                   | 99     | 2       | атаковано енергетичний об'єкт ДТЕК                                | —                        |
| 04.03.25 | Одеська обл.                   | Одеса                          | 99     | 2       | пошкоджено два приватних будинки і офіси                          | 4 поранено               |
| 04.03.25 | Сумська обл.                   | Суми                           | 99     | 2       | безпілотник влучив у дитячу поліклініку                           | —                        |
| 05.03.25 | центр, південь та схід України | центр, південь та схід України | 181    | 11      | 115 збиті ППО, ще 55 локаційно втрачено                           | —                        |
| 05.03.25 | Київська обл.                  | Бориспільський р-н             | 181    | 11      | пошкоджено скління квартир та авто                                | —                        |
| 05.03.25 | Одеська обл.                   | Одеса                          | 181    | 11      | було завдано удару по енергооб'єкту ДТЕК                          | —                        |
| 05.03.25 | Одеська обл.                   | Одеса                          | 181    | 11      | пошкоджено приватні житлові будинки                               | 1 загиблий               |
| 05.03.25 | Харківська обл.                | Харків                         | 181    | 11      | пошкоджені складські приміщення, ЛЕП, авто                        | —                        |
| 06.03.25 | центр, південь та схід України | центр, південь та схід України | 112    | 1       | 68 збиті ППО, ще 43 локаційно втрачено                            | —                        |
| 06.03.25 | Сумська обл.                   | Суми                           | 112    | 1       | БпЛА влучив в одне зі складських приміщень                        | 1 загиблий               |
| 06.03.25 | Одеська обл.                   | Одеська обл.                   | 112    | 1       | завдано удару по енергооб'єкту ДТЕК                               | —                        |
| 06.03.25 | Харківська обл.                | Харків                         | 112    | 1       | атака по багатоповерхівці у Салтівському районі                   | —                        |
| 07.03.25 | Україна                        | Україна                        | 194    | 8       | 100 збиті ППО, ще 86 локаційно втрачено                           | —                        |
| 07.03.25 | Харківська обл.                | Харків                         | 194    | 8       | російський БпЛА вдарив по дев’ятиповерхівці                       | —                        |
| 07.03.25 | Одеська обл.                   | Одеса                          | 194    | 8       | пошкоджено житлові приватні будинки та енергетична інфраструктура | —                        |
| 08.03.25 | центр, південь та схід України | центр, південь та схід України | 145    | 12      | 79 збиті ППО, ще 54 локаційно втрачено                            | —                        |
| 08.03.25 | Одеська обл.                   | Одеса                          | 145    | 12      | АЗС, СТО, склад агротехніки та критична інф-ра                    | —                        |
| 08.03.25 | Харківська обл.                | Богодухів                      | 145    | 12      | атаковано виробничі цехи мʼясокомбінату                           | 3 загиблих, 7 поранено   |
| 08.03.25 | Донецька обл.                  | Добропілля                     | 145    | 12      | комбінований удар по житлових багатоповерхівках і рятувальниках   | 11 загиблих, 50 поранено |
| 09.03.25 | Україна                        | Україна                        | 119    | 9       | 73 збиті ППО, ще 37 локаційно втрачено                            | —                        |
| 09.03.25 | Сумська обл.                   | Суми                           | 119    | 9       | пошкоджені господарчі споруди                                     | —                        |
| 09.03.25 | Запорізька обл.                | Запоріжжя                      | 119    | 9       | атаковано критичну інфраструктуру                                 | —                        |
| 09.03.25 | Харківська обл.                | Чугуївський р-н                | 119    | 9       | пошкоджено нежитлову будівлю                                      | —                        |
| 09.03.25 | Харківська обл.                | Балаклія                       | 119    | 9       | пошкоджено ліцей, житлові та адмінбудівлі                         | —                        |
| 10.03.25 | центр, південь та схід України | центр, південь та схід України | 173    | 1       | 130 збиті ППО, ще 42 локаційно втрачено                           | —                        |
| 10.03.25 | Полтавська обл.                | Полтавський р-н                | 173    | 1       | пошкодження житлових будинків, авто, сільгсптехніки та ЛЕП        | —                        |
| 10.03.25 | Харківська обл.                | Покровське                     | 173    | 1       | пошкоджено будівлю забійного цеху птахокомплексу                  | —                        |
| 10.03.25 | Харківська обл.                | Верхньозорянське               | 173    | 1       | пошкоджено ангар, трактори, фуру агропідприємства                 | —                        |
| 11.03.25 | центр, південь та схід України | центр, південь та схід України | 126    | 12      | 79 збиті ППО, ще 35 локаційно втрачено                            | —                        |
| 11.03.25 | Одеська обл.                   | Одеса                          | 126    | 12      | атаковано приватний житловий будинок, склад                       | —                        |
| 11.03.25 | Харківська обл.                | Балаклія                       | 126    | 12      | удар по території цивільного підприємства                         | 1 поранений              |
| 12.03.25 | центр, південь та схід України | центр, південь та схід України | 133    | 15      | 98 збиті ППО, ще 20 локаційно втрачено                            | —                        |
| 12.03.25 | Київська обл.                  | Київська обл.                  | 133    | 15      | пошкоджений приватний будинок, магазин                            | —                        |
| 12.03.25 | Дніпропетровська обл.          | Дніпро                         | 133    | 15      | пошкоджені приватні будинки, школа, дитсадок                      | 1 поранений              |
| 12.03.25 | Сумська обл.                   | Суми                           | 133    | 15      | спалахнула пожежа у складській будівлі                            | —                        |
| 12.03.25 | Харківська обл.                | Харків                         | 133    | 15      | приватні будинки, гараж та господарча споруда                     | —                        |
| 12.03.25 | Харківська обл.                | Бугаївка                       | 133    | 15      | пошкоджена складська будівля                                      | —                        |
| 13.03.25 | центр, південь та схід України | центр, південь та схід України | 117    | 5       | 74 збиті ППО, ще 38 локаційно втрачено                            | —                        |
| 13.03.25 | Київська обл.                  | Київська обл.                  | 117    | 5       | пошкоджені приватні будинки                                       | —                        |
| 13.03.25 | Дніпропетровська обл.          | Дніпро                         | 117    | 5       | атакувані об’єкти критичної інфраструктури                        | 3 поранено               |
| 13.03.25 | Сумська обл.                   | Сумська обл.                   | 117    | 5       | уламками пошкоджений гаражний кооператив                          | —                        |
| 13.03.25 | Запорізька обл.                | Запоріжжя                      | 117    | 5       | пошкодження приватного будинку і адмінбудівлі                     | —                        |
| 13.03.25 | Харківська обл.                | Чугуїв                         | 117    | 5       | пошкоджена адміністративна будівля                                | —                        |
| 14.03.25 | схід України                   | схід України                   | 27     | 2       | 16 збиті ППО, ще 9 локаційно втрачено                             | —                        |
| 14.03.25 | Харківська обл.                | Золочів                        | 27     | 2       | від влучання безпілотника загорівся дах лікарні                   | 1 поранений              |
| 15.03.25 | центр, південь та схід України | центр, південь та схід України | 178    | 10      | 130 збиті ППО, ще 38 локаційно втрачено                           | —                        |
| 15.03.25 | Одеська обл.                   | Одеса                          | 178    | 10      | зруйновано приватний житловий будинок                             | 1 поранена               |
| 15.03.25 | Одеська обл.                   | Чорноморськ                    | 178    | 10      | атакована інфраструктура                                          | 1 поранений              |
| 16.03.25 | центр, південь та схід України | центр, південь та схід України | 90     | 10      | 47 збиті ППО, ще 33 локаційно втрачено                            | —                        |
| 16.03.25 | Київська обл.                  | Фастівський р-н                | 90     | 10      | атаковане виробниче підприємство                                  | —                        |
| 16.03.25 | Чернігівська обл.              | Чернігів                       | 90     | 10      | уражена п’ятиповерхівка і два приватні будинки                    | —                        |
| 16.03.25 | Харківська обл.                | Козача Лопань                  | 90     | 10      | пошкоджено об’єкт критичної інфраструктури                        | —                        |
| 16.03.25 | Харківська обл.                | Ізюм                           | 90     | 10      | влучання у приватному житловому секторі                           | 1 загиблий, 2 поранено   |
| 17.03.25 | центр, південь та схід України | центр, південь та схід України | 174    | 14      | 90 збиті ППО, ще 70 локаційно втрачено                            | —                        |
| 17.03.25 | Київська обл.                  | Білоцерківський р-н            | 174    | 14      | пошкоджено 5-поверховий житловий будинок                          | —                        |
| 17.03.25 | Полтавська обл.                | Кременчуцький р-н              | 174    | 14      | пошкоджена енергоінфраструктура                                   | —                        |
| 17.03.25 | Одеська обл.                   | Одеський р-н                   | 174    | 14      | уражені дитсадок, житловий будинок, магазин                       | 1 поранений              |
| 17.03.25 | Дніпропетровська обл.          | Дніпропетровська обл.          | 174    | 14      | пошкоджені приватний будинок, гараж, ЛЕП                          | —                        |
| 17.03.25 | Харківська обл.                | Кам'яна Яруга                  | 174    | 14      | безпілотник влучив у цивільне підприємство                        | —                        |
| 17.03.25 | Харківська обл.                | Мерефа                         | 174    | 14      | атакований нафтопереробний завод                                  | —                        |
| 18.03.25 | центр, південь та схід України | центр, південь та схід України | 137    | 10      | 63 збиті ППО, ще 64 локаційно втрачено                            | —                        |
| 18.03.25 | Київ                           | Київ                           | 137    | 10      | уламки збитого БпЛА впали на території школи                      | —                        |
| 18.03.25 | Черкаська обл.                 | Черкаси                        | 137    | 10      | уражено складське приміщення і адмінбудівля                       | —                        |
| 18.03.25 | Полтавська обл.                | Лубенський р-н                 | 137    | 10      | пошкоджені приватні будинки                                       | —                        |
| 18.03.25 | Дніпропетровська обл.          | Дніпровський р-н               | 137    | 10      | виникли пожежі на двох підприємствах                              | —                        |
| 18.03.25 | Харківська обл.                | Печеніги                       | 137    | 10      | пошкоджено навчальний заклад та спортзал                          | —                        |
| 19.03.25 | центр, південь та схід України | центр, південь та схід України | 145    | 17      | 72 збиті ППО, ще 56 локаційно втрачено                            | —                        |
| 19.03.25 | Київська обл.                  | Бучанський р-н                 | 145    | 17      | пошкоджені житлові будинки та авто                                | 2 поранено               |
| 19.03.25 | Київська обл.                  | Бориспільський р-н             | 145    | 17      | пошкоджено будинок                                                | —                        |
| 19.03.25 | Сумська обл.                   | Суми                           | 145    | 17      | БпЛА влучив у дах обласної клінічної лікарні                      | —                        |
| 19.03.25 | Сумська обл.                   | Краснопілля                    | 145    | 17      | дрон атакував дах Краснопільської лікарні                         | —                        |
| 19.03.25 | Дніпропетровська обл.          | Дніпро                         | 145    | 17      | не встановлено, відомо про пожежу                                 | —                        |
| 19.03.25 | Дніпропетровська обл.          | Павлоградський р-н             | 145    | 17      | атакована енергетична система залізниці                           | —                        |
| 20.03.25 | центр, південь та схід України | центр, південь та схід України | 171    | 33      | 75 збиті ППО, ще 63 локаційно втрачено                            | —                        |
| 20.03.25 | Кіровоградська обл.            | Кропивницький                  | 171    | 33      | пошкоджені житлові будинки у кількох районах                      | 10 поранено              |
| 20.03.25 | Донецька обл.                  | Слов'янськ                     | 171    | 33      | влучання у багатоквартирні житлові будинки                        | 2 поранено               |
| 21.03.25 | центр, південь та схід України | центр, південь та схід України | 214    | 19      | 114 збиті ППО, ще 81 локаційно втрачено                           | —                        |
| 21.03.25 | Хмельницька обл.               | Шепетівка                      | 214    | 19      | пошкоджені установи, багатоквартирні будинки                      | —                        |
| 21.03.25 | Київська обл.                  | Київська обл.                  | 214    | 19      | пошкоджено приватні будинки та авто                               | —                        |
| 21.03.25 | Одеська обл.                   | Одеса                          | 214    | 19      | торговий центр, магазини, багатоповерхівка                        | 3 поранено               |
| 21.03.25 | Сумська обл.                   | Сумський р-н                   | 214    | 19      | пошкоджено житлові та дачні будинки, авто                         | —                        |
| 22.03.25 | центр, південь та схід України | центр, південь та схід України | 179    | 16      | 100 збиті ППО, ще 63 локаційно втрачено                           | —                        |
| 22.03.25 | Запорізька обл.                | Запоріжжя                      | 179    | 16      | атаковані приватні будинки, багатоповерхівки                      | 3 загиблих, 12 поранені  |
| 23.03.25 | Україна                        | Україна                        | 147    | 25      | 97 збиті ППО, ще 25 локаційно втрачено                            | —                        |
| 23.03.25 | Київ                           | Київ                           | 147    | 25      | влучання у житлові будинки                                        | 3 загиблих, 10 поранені  |
| 23.03.25 | Чернігівська обл.              | Варва                          | 147    | 25      | пошкоджено 15 приватних домогосподарств                           | —                        |
| 23.03.25 | Харківська обл.                | Велика Бабка                   | 147    | 25      | атакована житлова забудова села                                   | 2 поранено               |
| 24.03.25 | центр, південь та схід України | центр, південь та схід України | 99     | 6       | 57 збиті ППО, ще 36 локаційно втрачено                            | —                        |
| 24.03.25 | Київська обл.                  | Фастівський р-н                | 99     | 6       | пошкоджені приватні будинки, підприємство                         | 1 поранений              |
| 24.03.25 | Запорізька обл.                | Запоріжжя                      | 99     | 6       | багатоповерхові та приватні житлові будинки                       | 1 поранена               |
| 24.03.25 | Харківська обл.                | Великий Бурлук                 | 99     | 6       | атаковано сільськогосподарське підприємство                       | —                        |
| 25.03.25 | центр, південь та схід України | центр, південь та схід України | 139    | 27      | 78 збиті ППО, ще 34 локаційно втрачено                            | —                        |
| 25.03.25 | Київська обл.                  | Бориспільський р-н             | 139    | 27      | відомо про загорання в складських приміщеннях                     | —                        |
| 25.03.25 | Київська обл.                  | Фастівський р-н                | 139    | 27      | відомо про загорання в складських приміщеннях                     | —                        |
| 25.03.25 | Полтавська обл.                | Миргородський р-н              | 139    | 27      | пошкоджено ангарне приміщення підприємства                        | 2 поранено               |
| 25.03.25 | Запорізька обл.                | Запорізький р-н                | 139    | 27      | пошкоджене приватне житло, господарські споруди                   | 2 поранено               |
| 25.03.25 | Харківська обл.                | Ізюм                           | 139    | 27      | ураження цивільної нежитлової інфраструктури                      | —                        |
| 26.03.25 | центр, південь та схід України | центр, південь та схід України | 117    | 13      | 56 збиті ППО, ще 48 локаційно втрачено                            | —                        |
| 26.03.25 | Черкаська обл.                 | Черкаська обл.                 | 117    | 13      | пошкоджені інфраструктурний об’єкт та склад                       | —                        |
| 26.03.25 | Кіровоградська обл.            | Мала Виска                     | 117    | 13      | уламки російського дрона пошкодили будинок                        | —                        |
| 26.03.25 | Дніпропетровська обл.          | Кривий Ріг                     | 117    | 13      | пошкоджені підприємство, адмінбудівля, склади                     | —                        |
| 26.03.25 | Дніпропетровська обл.          | Марганець                      | 117    | 13      | пошкоджені багатоповерхівки, та підприємство                      | —                        |
| 26.03.25 | Сумська обл.                   | Охтирка                        | 117    | 13      | пошкоджені багатоповерхівки та магазини                           | —                        |
| 27.03.25 | центр, південь та схід України | центр, південь та схід України | 86     | 18      | 42 збиті ППО, ще 26 локаційно втрачено                            | —                        |
| 27.03.25 | Дніпропетровська обл.          | Дніпро                         | 86     | 18      | уражено підприємства, багатоповерхівки, авто                      | 3 поранено               |
| 27.03.25 | Чернігівська обл.              | Прилуки                        | 86     | 18      | пошкоджене підприємство                                           | —                        |
| 27.03.25 | Сумська обл.                   | Конотоп                        | 86     | 18      | удар по цивільній інфраструктурі                                  | 1 поранений              |
| 27.03.25 | Харківська обл.                | Харків                         | 86     | 18      | пошкоджені складські приміщення, житло, авто                      | 12 поранено              |
| 27.03.25 | Харківська обл.                | Золочів                        | 86     | 18      | атаковані приватні будинки, господарчі споруди                    | 7 поранено               |
| 28.03.25 | центр, південь та схід України | центр, південь та схід України | 163    | 23      | 89 збиті ППО, ще 51 локаційно втрачено                            | —                        |
| 28.03.25 | Полтавська обл.                | Полтава                        | 163    | 23      | склади, адмінбудівлі та трансформатор                             | —                        |
| 28.03.25 | Дніпропетровська обл.          | Дніпровський р-н               | 163    | 23      | пошкоджений інфраструктурний об'єкт                               | —                        |
| 28.03.25 | Дніпропетровська обл.          | Синельниківський р-н           | 163    | 23      | уражено сільськогосподарське підприємство                         | —                        |
| 28.03.25 | Запорізька обл.                | Запорізький р-н                | 163    | 23      | уражені житлові будинки, пошкоджена інф-ра                        | 1 поранений              |
| 28.03.25 | Одеська обл.                   | Одеська обл.                   | 163    | 23      | пошкоджені житлові будинки та гаражі                              | 1 поранений              |
| 29.03.25 | центр та схід України          | центр та схід України          | 172    | 9       | 94 збиті ППО, ще 69 локаційно втрачено                            | —                        |
| 29.03.25 | Дніпропетровська обл.          | Дніпро                         | 172    | 9       | уражено житло та ресторанний комплекс                             | 4 загиблих, 21 поранено  |
| 29.03.25 | Сумська обл.                   | Охтирський р-н                 | 172    | 9       | руйнувань зазнала база відпочинку                                 | —                        |
| 29.03.25 | Харківська обл.                | Харківська обл.                | 172    | 9       | пошкоджене житло та виробничі споруди                             | 2 поранено               |
| 30.03.25 | центр та схід України          | центр та схід України          | 111    | 11      | 65 збиті ППО, ще 35 локаційно втрачено                            | —                        |
| 30.03.25 | Харківська обл.                | Харків                         | 111    | 11      | уражено будівлю шпиталю та житлові будинки                        | поранені                 |
| 31.03.25 | центр та схід України          | центр та схід України          | 131    | 29      | 57 збиті ППО, ще 45 локаційно втрачено                            | —                        |
| 31.03.25 | Житомирська обл.               | Житомир                        | 131    | 29      | не встановлено                                                    | —                        |
| 31.03.25 | Запорізька обл.                | Запоріжжя                      | 131    | 29      | пошкоджено дачні будинки та ЛЕП                                   | —                        |
| 31.03.25 | Сумська обл.                   | Суми                           | 131    | 29      | пошкоджено музей техніки                                          | —                        |
| 31.03.25 | Харківська обл.                | Харків                         | 131    | 29      | пошкоджено виробничі будівлі, багатоквартирні будинки, дитсадок   | 3 поранено               |

### Квітень
У квітні 2025 було зафіксовано щонайменше 2 357 БпЛА та 357+ влучань (15%).
27 квітня було оприлюднено уламки БпЛА із серійними номером Ы19713. 28 квітня було оприлюднено уламки БпЛА із серійними номером Ы21401.
| дата     | регіон                         | місце                          | всього | влучань | влучання                                                                        | жертви                  |
| -------- | ------------------------------ | ------------------------------ | ------ | ------- | ------------------------------------------------------------------------------- | ----------------------- |
| 02.04.25 | Україна                        | Україна                        | 74     | 13      | 41 збиті ППО, ще 20 локаційно втрачено                                          | —                       |
| 02.04.25 | Одеська обл.                   | Авангард                       | 74     | 13      | уражена житлова та комунальна інф-ра                                            | —                       |
| 02.04.25 | Харківська обл.                | Харків                         | 74     | 13      | атакована промисловість, приватні будинки                                       | 8 поранено              |
| 03.04.25 | північ та схід України         | північ та схід України         | 39     | 4       | 28 збиті ППО, ще 7 локаційно втрачено                                           | —                       |
| 03.04.25 | Дніпропетровська обл.          | Межова                         | 39     | 4       | пошкоджено кілька будинків та будівель                                          | —                       |
| 03.04.25 | Дніпропетровська обл.          | Павлоград                      | 39     | 4       | побиті вікна адмінбудівлі і двох п'ятиповерхівок                                | —                       |
| 03.04.25 | Харківська обл.                | Дергачі                        | 39     | 4       | пошкоджено приватний будинок                                                    | 1 поранений             |
| 03.04.25 | Харківська обл.                | Харків                         | 39     | 4       | пошкодження житла та транспортної інф-ри                                        | —                       |
| 04.04.25 | центр, південь та схід України | центр, південь та схід України | 78     | 12      | 42 збиті ППО, ще 22 локаційно втрачено                                          | —                       |
| 04.04.25 | Київська обл.                  | Броварський р-н                | 78     | 12      | атакований автосалон, парковка, авто                                            | 2 поранено              |
| 04.04.25 | Чернігівська обл.              | Семенівка                      | 78     | 12      | пошкоджена транспортна і цивільна інф-ра                                        | —                       |
| 04.04.25 | Дніпропетровська обл.          | Дніпро                         | 78     | 12      | пошкоджено адміністративні будівлі                                              | 1 поранена              |
| 04.04.25 | Харківська обл.                | Харків                         | 78     | 12      | влучання по двоповерховому будинку                                              | 5 загиблих, 35 поранено |
| 05.04.25 | центр, південь та схід України | центр, південь та схід України | 92     | 10      | 51 збиті ППО, ще 31 локаційно втрачено                                          | —                       |
| 05.04.25 | Київ                           | Київ                           | 92     | 10      | відомо про пошкодження від уламків                                              | —                       |
| 05.04.25 | Дніпропетровська обл.          | Кривий Ріг                     | 92     | 10      | пошкоджені приватні будинки та інф-ра                                           | 1 загибла, 7 поранено   |
| 05.04.25 | Миколаївська обл.              | Миколаїв                       | 92     | 10      | атаковано приватні житлові будинки                                              | —                       |
| 06.04.25 | центр, південь та схід України | центр, південь та схід України | 109    | 12      | 40 збиті ППО, ще 53 локаційно втрачено                                          | —                       |
| 06.04.25 | Харківська обл.                | Старий Салтів                  | 109    | 12      | атакований Старосалтівський ліцей                                               | —                       |
| 06.04.25 | Сумська обл.                   | Суми                           | 109    | 12      | пошкоджені складські приміщення, адмінбудівля                                   | —                       |
| 08.04.25 | центр, південь та схід України | центр, південь та схід України | 46     | 6       | 9 збиті ППО, ще 31 локаційно втрачено                                           | —                       |
| 08.04.25 | Дніпропетровська обл.          | Самарівський р-н               | 46     | 6       | атаковані 6 багатоквартирних будинків, магазин                                  | —                       |
| 09.04.25 | центр та схід України          | центр та схід України          | 55     | 15      | 32 збиті ППО, ще 8 локаційно втрачено                                           | —                       |
| 09.04.25 | Дніпропетровська обл.          | Дніпро                         | 55     | 15      | пошкодження приватних будинків та авто                                          | 6 поранено              |
| 09.04.25 | Харківська обл.                | Харків                         | 55     | 15      | атаковані 10 приватних будинків, промисловість                                  | 2 поранено              |
| 09.04.25 | Донецька обл.                  | Добропілля                     | 55     | 15      | від обстрілу пошкоджено відділення Укрпошти                                     | —                       |
| 09.04.25 | Донецька обл.                  | Краматорськ                    | 55     | 15      | обстріляно житлову забудову Краматорська                                        | 3 поранено              |
| 10.04.25 | центр, південь та схід України | центр, південь та схід України | 145    | 11      | 85 збиті ППО, ще 49 локаційно втрачено                                          | —                       |
| 10.04.25 | Київ                           | Київ                           | 145    | 11      | атаковано приватний будинок, склад                                              | 4 поранено              |
| 10.04.25 | Полтавська обл.                | Опішня                         | 145    | 11      | зафіксовано понівечення господарчої будівлі                                     | 1 поранений             |
| 10.04.25 | Миколаївська обл.              | Миколаїв                       | 145    | 11      | пошкоджені житлові багатоповерхівки, адмінбудівля, гаражі                       | 10 поранено             |
| 10.04.25 | Харківська обл.                | Чугуїв                         | 145    | 11      | влучання у місцеве підприємство                                                 | —                       |
| 11.04.25 | центр, південь та схід України | центр, південь та схід України | 39     | 2       | 24 збиті ППО, ще 13 локаційно втрачено                                          | —                       |
| 11.04.25 | Житомирська обл.               | Озерне                         | 39     | 2       | дрон влучив у житлову багатоповерхівку                                          | 1 загиблий, 5 поранено  |
| 12.04.25 | центр, південь та схід України | центр, південь та схід України | 88     | 8       | 56 збиті ППО, ще 24 локаційно втрачено                                          | —                       |
| 12.04.25 | Київ                           | Київ                           | 88     | 8       | атаковані складські та промислові об'єкти                                       | 2 поранено              |
| 12.04.25 | Дніпропетровська обл.          | Дніпро                         | 88     | 8       | уражені будинки та фермерське господарство                                      | —                       |
| 12.04.25 | Дніпропетровська обл.          | Павлоградський р-н             | 88     | 8       | уражені будинки та фермерське господарство                                      | —                       |
| 12.04.25 | Харківська обл.                | Харків                         | 88     | 8       | атаковане цивільне підприємство                                                 | 1 поранений             |
| 13.04.25 | центр, південь та схід України | центр, південь та схід України | 55     | —       | 43 збиті ППО, ще 12 локаційно втрачено                                          | —                       |
| 14.04.25 | центр, південь та схід України | центр, південь та схід України | 62     | 11      | 40 збиті ППО, ще 11 локаційно втрачено                                          | —                       |
| 14.04.25 | Одеська обл.                   | Одеса                          | 62     | 11      | атаковано житло, лікарню, авто                                                  | 8 поранено              |
| 14.04.25 | Сумська обл.                   | Суми                           | 62     | 11      | дрон вдарив по автостоянці                                                      | 1 поранений             |
| 14.04.25 | Харківська обл.                | Харків                         | 62     | 11      | дрон влучив у склади підприємства                                               | —                       |
| 14.04.25 | Запорізька обл.                | Степногірськ                   | 62     | 11      | уражено дев'ятиповерховий будинок та АЗС                                        | —                       |
| 15.04.25 | центр, південь та схід України | центр, південь та схід України | 52     | 7       | 26 збиті ППО, ще 19 локаційно втрачено                                          | —                       |
| 15.04.25 | Донецька обл.                  | Слов'янськ                     | 52     | 7       | пошкоджено СТО та інші підприємства                                             | 1 поранений             |
| 16.04.25 | центр, південь та схід України | центр, південь та схід України | 97     | 6       | 57 збиті ППО, ще 34 локаційно втрачено                                          | —                       |
| 16.04.25 | Полтавська обл.                | Решетилівка                    | 97     | 6       | пошкоджено лінію електропередач                                                 | —                       |
| 16.04.25 | Дніпропетровська обл.          | Кам'янське                     | 97     | 6       | руйнування на території приватного підприємства                                 | 2 поранено              |
| 16.04.25 | Одеська обл.                   | Одеса                          | 97     | 6       | пошкоджено цивільну інфраструктуру, житлові будинки та складські приміщення     | 3 поранено              |
| 16.04.25 | Сумська обл.                   | Охтирка                        | 97     | 6       | пошкоджено приватний житловий будинок, нежитлове приміщення                     | —                       |
| 17.04.25 | центр, південь та схід України | центр, південь та схід України | 75     | 20      | 25 збиті ППО, ще 30 локаційно втрачено                                          | —                       |
| 17.04.25 | Дніпропетровська обл.          | Дніпро                         | 75     | 20      | пошкоджені будинки, гуртожитки, навчальний заклад, підприємство                 | 3 загиблих, 31 поранено |
| 17.04.25 | Дніпропетровська обл.          | Дніпропетровська обл.          | 75     | 20      | дронами було пошкоджено виробничий майданчик ДТЕК                               | —                       |
| 17.04.25 | Сумська обл.                   | Сад                            | 75     | 20      | зазнали пошкоджень сільгосптехніка та адміністративні будівлі                   | —                       |
| 17.04.25 | Харківська обл.                | Ізюм                           | 75     | 20      | пошкоджені приватні будинки, господарчі споруди                                 | 6 поранено              |
| 17.04.25 | Харківська обл.                | Пимонівка                      | 75     | 20      | пошкоджено приватний будинок та дві господарчі споруди                          | —                       |
| 18.04.25 | Україна                        | Україна                        | 37     | 4       | 23 збиті ППО, ще 10 локаційно втрачено                                          | —                       |
| 18.04.25 | Миколаївська обл.              | Миколаїв                       | 37     | 4       | пошкоджено вікна приватного будинку                                             | —                       |
| 18.04.25 | Сумська обл.                   | Суми                           | 37     | 4       | влучання у промисловий об'єкт                                                   | 1 загиблий              |
| 19.04.25 | центр, південь та схід України | центр, південь та схід України | 87     | 18      | 33 збиті ППО, ще 36 локаційно втрачено                                          | —                       |
| 19.04.25 | Запорізька обл.                | Запоріжжя                      | 87     | 18      | пожежа на території автотранспортного підприємства                              | —                       |
| 19.04.25 | Запорізька обл.                | Магдалинівка                   | 87     | 18      | пошкоджені кілька приватних житлових будинків, гараж, авто                      | —                       |
| 21.04.25 | центр, південь та схід України | центр, південь та схід України | 96     | 7       | 42 збиті ППО, ще 47 локаційно втрачено                                          | —                       |
| 21.04.25 | Черкаська обл.                 | Черкаська обл.                 | 96     | 7       | пошкоджено інфраструктурний об'єкт                                              | —                       |
| 21.04.25 |                                | Павлоград                      | 96     | 7       | уражено харчове підприємство, інфраструктуру                                    | —                       |
| 21.04.25 | Підгородне                     | пошкоджено дачний будинок      | 96     | 7       | —                                                                               |                         |
| 21.04.25 | Харківська обл.                | Ківшарівка                     | 96     | 7       | окупанти атакували багатоповерхівку                                             | —                       |
| 22.04.25 | центр, південь та схід України | центр, південь та схід України | 54     | —       | 38 збиті ППО, ще 16 локаційно втрачено                                          | —                       |
| 22.04.25 | Одеська обл.                   | Одеса                          | 54     | —       | уламками пошкоджено цивільну інфраструктуру, житлові будинки, навчальний заклад | 3 поранено              |
| 22.04.25 | Харківська обл.                | Харків                         | 12+    | ?       | у денній атаці пошкоджена цивільна забудова                                     | 7 поранено              |
| 23.04.25 | центр, південь та схід України | центр, південь та схід України | 134    | 20      | 67 збиті ППО, ще 47 локаційно втрачено                                          | —                       |
| 23.04.25 | Київська обл.                  | Броварський р-н                | 134    | 20      | внаслідок падіння уламків БпЛА виникла пожежа в готельно-ресторанному комплексі | —                       |
| 23.04.25 | Полтавська обл.                | Полтава                        | 134    | 20      | пошкоджені підприємства, офіси та житло                                         | 6 поранено              |
| 23.04.25 | Одеська обл.                   | Одеса                          | 134    | 20      | атаковані цивільні об’єкти в передмісті Одеси                                   | 2 поранено              |
| 23.04.25 | Харківська обл.                | Харків                         | 134    | 20      | відомо про ураження цивільної забудови                                          | —                       |
| 24.04.25 | центр, південь та схід України | центр, південь та схід України | 145    | 13      | 64 збиті ППО, ще 68 локаційно втрачено                                          | —                       |
| 24.04.25 | Хмельницька обл.               | Волиця                         | 145    | 13      | пошкоджено житло та інфраструктуру                                              | 2 поранено              |
| 24.04.25 | Житомирська обл.               | Житомир                        | 145    | 13      | атакована залізнична інфраструктура                                             | 1 поранено              |
| 24.04.25 | Київ                           | Київ                           | 145    | 13      | комбінованою атакою уражені житлові будинки                                     | 9 загиблих, 70 поранено |
| 24.04.25 | Харківська обл.                | Харків                         | 145    | 13      | атака підприємства з виробництва торговельного обладнання                       | —                       |
| 24.04.25 | Запорізька обл.                | Запоріжжя                      | 145    | 13      | пошкоджена адмінбудівля та багатоповерхівки                                     | —                       |
| 25.04.25 | центр, південь та схід України | центр, південь та схід України | 103    | 22      | 41 збиті ППО, ще 40 локаційно втрачено                                          | —                       |
| 25.04.25 | Черкаська обл.                 | Черкаська обл.                 | 103    | 22      | уражено житлові будинки, господарські споруди                                   | —                       |
| 25.04.25 | Дніпропетровська обл.          | Павлоград                      | 103    | 22      | атаковано промисловість та житлові будинки                                      | 3 загиблих, 14 поранено |
| 25.04.25 | Харківська обл.                | Харків                         | 103    | 22      | пошкоджені промислові об'єкти, приватні будинки                                 | —                       |
| 26.04.25 | центр, південь та схід України | центр, південь та схід України | 114    | 21      | 66 збиті ППО, ще 31 локаційно втрачено                                          | —                       |
| 26.04.25 | Київська обл.                  | Київська обл.                  | 114    | 21      | пошкоджені приватні житлові будинки                                             | —                       |
| 26.04.25 | Кіровоградська обл.            | Кропивницький                  | 114    | 21      | пошкоджені вікна у житловому будинку                                            | —                       |
| 26.04.25 | Дніпропетровська обл.          | Камʼянське                     | 114    | 21      | БпЛА влучив у житлову девʼятиповерхівку                                         | 1 загиблих, 4 поранено  |
| 26.04.25 | Харківська обл.                | Харків                         | 114    | 21      | уламки БпЛА впали біля багатоповерхівки                                         | 1 поранено              |
| 27.04.25 | центр, південь та схід України | центр, південь та схід України | 149    | 25      | 57 збиті ППО, ще 67 локаційно втрачено                                          | —                       |
| 27.04.25 | Житомирська обл.               | Житомир                        | 149    | 25      | пошкоджено цивільні об'єкти, житлові будинки, промислові споруди, аеропорт      | 1 поранений             |
| 27.04.25 | Одеська обл.                   | Одеський р-н                   | 149    | 25      | пошкоджено житловий будинок, авто                                               | 1 поранена              |
| 27.04.25 | Дніпропетровська обл.          | Павлоград                      | 149    | 25      | пошкоджені два багатоквартирні будинки                                          | 1 загиблий, 1 поранена  |
| 27.04.25 | Дніпропетровська обл.          | Вербки                         | 149    | 25      | атаковане сільгосппідприємство                                                  | —                       |
| 27.04.25 | Сумська обл.                   | Краснопілля                    | 149    | 25      | атаковані приватні і багатоквартирні будинки                                    | 1 поранена              |
| 28.04.25 | центр, південь та схід України | центр, південь та схід України | 166    | 52      | 40 збиті ППО, ще 74 локаційно втрачено                                          | —                       |
| 28.04.25 | Черкаська обл.                 | Черкаська обл.                 | 166    | 52      | пошкоджено об’єкт газового господарства                                         | —                       |
| 28.04.25 | Дніпропетровська обл.          | Новопавлівка                   | 166    | 52      | безпілотником атакований житловий будинок                                       | 1 загиблий              |
| 28.04.25 | Сумська обл.                   | Шостка                         | 166    | 52      | пошкоджено будинки, дитсадок і авто                                             | —                       |
| 28.04.25 | Харківська обл.                | Мокра Рокитна                  | 166    | 52      | пошкоджено телятник, адмінбудівлю, коровники                                    | —                       |
| 29.04.25 | центр, південь та схід України | центр, південь та схід України | 100    | 16      | 37 збиті ППО, ще 47 локаційно втрачено                                          | —                       |
| 29.04.25 | Київ                           | Київ                           | 100    | 16      | уражено базу відпочинку, приватний будинок                                      | 3 поранено              |
| 29.04.25 | Чернігівська обл.              | Семенівка                      | 100    | 16      | удар дронами по житловому будинку                                               | 1 загиблий, 1 поранено  |
| 29.04.25 | Дніпропетровська обл.          | Самарівський р-н               | 100    | 16      | БпЛА влучив у приватний житловий будинок                                        | 1 загиблих, 4 поранено  |
| 29.04.25 | Харківська обл.                | Кегичівка                      | 100    | 16      | атаковано пустий дерев’яний склад                                               | —                       |
| 29.04.25 | Харківська обл.                | Зарічне                        | 100    | 16      | атакована недіюча будівля                                                       | —                       |
| 30.04.25 | центр, південь та схід України | центр, південь та схід України | 100    | 28      | 50 збиті ППО, ще 22 локаційно втрачено                                          | —                       |
| 30.04.25 | Дніпропетровська обл.          | Дніпро                         | 100    | 28      | пошкоджено щонайменше 5 приватних будинків                                      | 1 загиблий, 1 поранено  |
| 30.04.25 | Харківська обл.                | Харків                         | 100    | 28      | атаковано багатоповерхівки, приватні будинки                                    | 45 поранено             |
| 30.04.25 | Харківська обл.                | Балаклія                       | 100    | 28      | удар по промисловій інфраструктурі                                              | —                       |
| 30.04.25 | Харківська обл.                | Південне                       | 100    | 28      | пошкоджень зазнали понад 10 приватних будинків                                  | 6 поранено              |
| 30.04.25 | Донецька обл.                  | Добропілля                     | 100    | 28      | атаки безпілотниками по будівлі шахти, кафе                                     | 1 поранена              |

### Травень
У травні 2025 було зафіксовано щонайменше 3 512 БпЛА та 640 влучань (16%).
8 травня було оприлюднено уламки БпЛА із серійними номером Э-108. 9 травня було оприлюднено уламки БпЛА із серійними номером Ы1866. 11 травня було оприлюднено уламки БпЛА із серійними номером Ы20358. 26 травня було оприлюднено уламки БпЛА із серійними номером Ы23435. 31 травня було оприлюднено уламки БпЛА із серійними номером КЦ14013.
| дата     | регіон                         | місце                          | всього | влучань | влучання                                                                              | жертви                  |
| -------- | ------------------------------ | ------------------------------ | ------ | ------- | ------------------------------------------------------------------------------------- | ----------------------- |
| 01.05.25 | центр, південь та схід України | центр, південь та схід України | 170    | 28      | 74 збиті ППО, ще 68 локаційно втрачено                                                | —                       |
| 01.05.25 | Київ                           | Київ                           | 170    | 28      | вибухнув збитий дрон у житловій забудові                                              | 1 поранена              |
| 01.05.25 | Київська обл.                  | Київська обл.                  | 170    | 28      | пошкоджені приватні будинки, авто, господарчі споруди                                 | —                       |
| 01.05.25 | Одеська обл.                   | Одеса                          | 170    | 28      | атаковані житлові будинки, колія та вагони                                            | 2 загиблих, 5 поранено  |
| 01.05.25 | Сумська обл.                   | Сумський р-н                   | 170    | 28      | атаковано об’єкт промисловості                                                        | —                       |
| 01.05.25 | Харківська обл.                | Васищеве                       | 170    | 28      | атаковано територію цивільних підприємств                                             | —                       |
| 01.05.25 | Харківська обл.                | Харків                         | 170    | 28      | влучання у АЗС                                                                        | —                       |
| 02.05.25 | центр, південь та схід України | центр, південь та схід України | 150    | 24      | 64 збиті ППО, ще 62 локаційно втрачено                                                | —                       |
| 02.05.25 | Дніпропетровська обл.          | Дніпропетровська обл.          | 150    | 24      | атака виробничої бази «Автомагістраль-Південь»                                        | 2 поранено              |
| 02.05.25 | Запорізька обл.                | Запоріжжя                      | 150    | 24      | атака ремонтного заводу Укрзалізниці                                                  | —                       |
| 02.05.25 | Запорізька обл.                | Запоріжжя                      | 150    | 24      | пошкоджені житлові будинки, університет та обʼєкт інфраструктури                      | 31 поранено             |
| 03.05.25 | центр, південь та схід України | центр, південь та схід України | 183    | 37      | 77 збиті ППО, ще 73 локаційно втрачено                                                | —                       |
| 03.05.25 | Миколаївська обл.              | Миколаїв                       | 183    | 37      | атаковано промислову інфраструктуру                                                   | —                       |
| 03.05.25 | Харківська обл.                | Харків                         | 183    | 37      | атака житлової та цивільної забудови                                                  | 51 поранено             |
| 04.05.25 | центр, південь та схід України | центр, південь та схід України | 165    | 16      | 69 збиті ППО, ще 80 локаційно втрачено                                                | —                       |
| 04.05.25 | Київ                           | Київ                           | 165    | 16      | пошкоджені приватні будинки, ТРЦ, авто                                                | 11 поранено             |
| 04.05.25 | Черкаська обл.                 | Черкаси                        | 165    | 16      | уражене житло, склад, дачний будинок                                                  | 1 поранено              |
| 04.05.25 | Миколаївська обл.              | Баштанський р-н                | 165    | 16      | пошкоджені лінії електропередач                                                       | —                       |
| 04.05.25 | Дніпропетровська обл.          | Дніпровський р-н               | 165    | 16      | пошкоджене сільськогосподарське підприємство                                          | —                       |
| 04.05.25 | Харківська обл.                | Харківська обл.                | 165    | 16      | пошкоджено обʼєкти цивільної інфраструктури                                           | —                       |
| 04.05.25 | Харківська обл.                | Ізюм                           | 165    | 16      | дрон знищив депо Нової пошти                                                          | —                       |
| 04.05.25 | Донецька обл.                  | Слов'янськ                     | 165    | 16      | атакована будівельна база та техніка                                                  | —                       |
| 05.05.25 | центр, південь та схід України | центр, південь та схід України | 116    | 53      | 42 збиті ППО, ще 21 локаційно втрачено                                                | —                       |
| 05.05.25 | Сумська обл.                   | Конотоп                        | 116    | 53      | знищено інфраструктурний об’єкт                                                       | —                       |
| 06.05.25 | центр, південь та схід України | центр, південь та схід України | 136    | 12      | 54 збиті ППО, ще 70 локаційно втрачено                                                | —                       |
| 06.05.25 | Одеська обл.                   | Одеський р-н                   | 136    | 12      | зруйновано цивільну інфраструктуру                                                    | 1 загиблий              |
| 06.05.25 | Харківська обл.                | Харків                         | 136    | 12      | атакований ринок, ТРЦ, житло, приватне підприємство                                   | 4 поранено              |
| 06.05.25 | Донецька обл.                  | Добропілля                     | 136    | 12      | уражено храм Української Православної Церкви                                          | —                       |
| 07.05.25 | центр, південь та схід України | центр, південь та схід України | 187    | 42      | 81 збиті ППО, ще 64 локаційно втрачено                                                | —                       |
| 07.05.25 | Київ                           | Київ                           | 187    | 42      | уражені житлові будинки, офіси, інфраструктура                                        | 2 загиблих, 8 поранено  |
| 07.05.25 | Київська обл.                  | Бучанський р-н                 | 187    | 42      | пошкоджений недобудований будинок, авто                                               | —                       |
| 07.05.25 | Запорізька обл.                | Запоріжжя                      | 187    | 42      | удар по обʼєкту інфраструктури та житлу                                               | 4 поранено              |
| 07.05.25 | центр України                  | центр України                  | 31     | 5       | 20 збиті ППО, ще 6 локаційно втрачено                                                 | —                       |
| 07.05.25 | Черкаська обл.                 | Дмитрушки                      | 31     | 5       | атаковано увечері 7 травня, пошкоджено корпус навчального закладу та житловий будинок | 1 поранено              |
| 11.05.25 | центр, південь та схід України | центр, південь та схід України | 108    | 7       | 60 збиті ППО, ще 41 локаційно втрачено                                                | —                       |
| 11.05.25 | Київська обл.                  | Київська обл.                  | 108    | 7       | пошкоджено житлові та дачні будинки                                                   | 1 поранено              |
| 11.05.25 | Сумська обл.                   | Попівка                        | 108    | 7       | пошкоджено нежитлові приміщення                                                       | —                       |
| 12.05.25 | центр, південь та схід України | центр, південь та схід України | 108    | 23      | 55 збиті ППО, ще 30 локаційно втрачено                                                | —                       |
| 12.05.25 | Одеська обл.                   | Білгород-Дністровський         | 108    | 23      | пошкоджено приватні житлові будинки, адмінбудівля, пожежна частина                    | 1 поранений             |
| 13.05.25 | Україна                        | Україна                        | 10     | —       | 10 збиті ППО                                                                          | —                       |
| 14.05.25 | Україна                        | Україна                        | 145    | 23      | 80 збиті ППО, ще 42 локаційно втрачено                                                | —                       |
| 14.05.25 | Рівненська обл.                | Рівненська обл.                | 145    | 23      | незначні руйнування цивільної інфраструктури                                          | —                       |
| 14.05.25 | Сумська обл.                   | Кролевець                      | 145    | 23      | пошкоджені приватні будинки, СТО та кафе                                              | —                       |
| 14.05.25 | Харківська обл.                | Олександрівка                  | 145    | 23      | атаковані житлові будинки, гараж, автотехніка                                         | 3 поранено              |
| 15.05.25 | Україна                        | Україна                        | 110    | 19      | 62 збиті ППО, ще 29 локаційно втрачено                                                | —                       |
| 15.05.25 | Київська обл.                  | Вишгородський р-н              | 110    | 19      | пожежа в недобудованому приватному будинку                                            | —                       |
| 15.05.25 | Київська обл.                  | Фастівський р-н                | 110    | 19      | пошкоджено два приватних будинки                                                      | —                       |
| 15.05.25 | Полтавська обл.                | Лубенський р-н                 | 110    | 19      | уражено приватне домоволодіння та авто                                                | —                       |
| 15.05.25 | Сумська обл.                   | Велика Чернеччина              | 110    | 19      | удар по цивільній інфраструктурі                                                      | —                       |
| 16.05.25 | центр, південь та схід України | центр, південь та схід України | 112    | 3       | 73 збиті ППО, ще 36 локаційно втрачено                                                | —                       |
| 16.05.25 | Київ                           | Київ                           | 112    | 3       | уламками пошкоджено котельню, житло, авто                                             | —                       |
| 16.05.25 | Київська обл.                  | Білоцерківський р-н            | 112    | 3       | уражено адмінбудівлю, житло, магазин                                                  | —                       |
| 16.05.25 | Київська обл.                  | Бучанський р-н                 | 112    | 3       | пошкоджено приватний будинок                                                          | —                       |
| 16.05.25 | Одеська обл.                   | Одеська обл.                   | 112    | 3       | пошкоджено житлові будинки, авто                                                      | 1 загибла, 2 поранено   |
| 16.05.25 | Чернігівська обл.              | Мена                           | 112    | 3       | уражено об’єкт критичної інф-ри та ангар                                              | —                       |
| 16.05.25 | Чернігівська обл.              | Іванківці                      | 112    | 3       | удар по житловому будинку                                                             | —                       |
| 17.05.25 | Україна                        | Україна                        | 62     | 20      | 36 збиті ППО, ще 6 локаційно втрачено                                                 | —                       |
| 18.05.25 | центр, південь та схід України | центр, південь та схід України | 272    | 58      | 88 збиті ППО, ще 128 локаційно втрачено                                               | —                       |
| 18.05.25 | Київська обл.                  | Обухівський р-н                | 272    | 58      | пошкоджені багатоквартирний і приватний будинки                                       | 1 загибла, 3 поранено   |
| 18.05.25 | Київська обл.                  | Васильків                      | 272    | 58      | атакований промисловий обʼєкт біля аеродрому                                          | 1 загибла, 3 поранено   |
| 18.05.25 | Київська обл.                  | Фастівський р-н                | 272    | 58      | пожежа на території комбікормового заводу                                             | 1 загибла, 3 поранено   |
| 18.05.25 | Дніпропетровська обл.          | Межова                         | 272    | 58      | уражено господарську споруду і приватні будинки                                       | —                       |
| 18.05.25 | Україна                        | Україна                        | 1      | —       | вранці 18 травня велася бойова робота по БпЛА                                         | —                       |
| 19.05.25 | центр, південь та схід України | центр, південь та схід України | 112    | 36      | 41 збиті ППО, ще 35 локаційно втрачено                                                | —                       |
| 19.05.25 | Сумська обл.                   | Шостка                         | 112    | 36      | уражено 4 будинки та інфраструктуру підприємства                                      | 1 поранений             |
| 20.05.25 | центр, південь та схід України | центр, південь та схід України | 108    | 15      | 35 збиті ППО, ще 58 локаційно втрачено                                                | —                       |
| 20.05.25 | Дніпропетровська обл.          | Павлоградський р-н             | 108    | 15      | понівечене фермерське господарство                                                    | —                       |
| 21.05.25 | центр, південь та схід України | центр, південь та схід України | 76     | 13      | 22 збиті ППО, ще 41 локаційно втрачено                                                | —                       |
| 21.05.25 | Київська обл.                  | Бориспільський р-н             | 76     | 13      | пошкоджено приватний житловий будинок                                                 | 5 поранено              |
| 21.05.25 | Сумська обл.                   | Суми                           | 76     | 13      | влучання в промислові обʼєкти, пошкоджені ЛЕП                                         | 1 поранений             |
| 22.05.25 | центр, південь та схід України | центр, південь та схід України | 128    | 16      | 74 збиті ППО, ще 38 локаційно втрачено                                                | —                       |
| 22.05.25 | Київ                           | Київ                           | 128    | 16      | уламки збитого БпЛА впали на території школи                                          | —                       |
| 22.05.25 | Дніпропетровська обл.          | Павлоград                      | 128    | 16      | пошкоджено промислове підприємство та ЛЕП                                             | —                       |
| 22.05.25 | Харківська обл.                | Великий Бурлук                 | 128    | 16      | руйнування та пожежа в адмінбудівлі                                                   | —                       |
| 22.05.25 | Донецька обл.                  | Краматорськ                    | 128    | 16      | «шахеди» вдарили по промисловій зоні міста                                            | —                       |
| 22.05.25 | Донецька обл.                  | Слов'янськ                     | 128    | 16      | пошкоджені технічні споруди                                                           | —                       |
| 23.05.25 | Україна                        | Україна                        | 175    | 25      | 91 збиті ППО, ще 59 локаційно втрачено                                                | —                       |
| 23.05.25 | Івано-Франківська обл.         | Коломийський р-н               | 175    | 25      | пошкодження будівель і транспортних засобів                                           | —                       |
| 23.05.25 | Чернівецька обл.               | Чернівецька обл.               | 175    | 25      | виникла пожежа на залізничній станції                                                 | —                       |
| 23.05.25 | Київська обл.                  | Обухівський р-н                | 175    | 25      | пошкоджено сім приватних будинків, авто, гараж                                        | —                       |
| 23.05.25 | Полтавська обл.                | Кременчуцький р-н              | 175    | 25      | знищено будівлю підприємства, пошкоджено житло                                        | 1 поранений             |
| 23.05.25 | Одеська обл.                   | Одеський р-н                   | 175    | 25      | пошкоджено приватний будинок                                                          | 2 поранено              |
| 24.05.25 | центр, південь та схід України | центр, південь та схід України | 250    | 5       | 128 збиті ППО, ще 117 локаційно втрачено                                              | —                       |
| 24.05.25 | Київ                           | Київ                           | 250    | 5       | у комбінованій атаці пошкоджені житлові будинки та ТРЦ, навчальний заклад, авто       | 15 поранено             |
| 24.05.25 | Київська обл.                  | Броварський р-н                | 250    | 5       | пошкоджено приватний будинок, авто                                                    | 2 поранено              |
| 24.05.25 | Київська обл.                  | Бориспільський р-н             | 250    | 5       | пошкоджено приватний будинок                                                          | 1 поранений             |
| 25.05.25 | Україна                        | Україна                        | 298    | 32      | 139 збиті ППО, ще 127 локаційно втрачено                                              | —                       |
| 25.05.25 | Київ                           | Київ                           | 298    | 32      | пошкоджено житлові будинки                                                            | 11 поранено             |
| 25.05.25 | Київська обл.                  | Біла Церква                    | 298    | 32      | уламками БпЛА пошкоджено каркасний цех                                                | 1 поранений             |
| 25.05.25 | Київська обл.                  | Броварський р-н                | 298    | 32      | відомо про пожежі у двох складських будівлях                                          | —                       |
| 25.05.25 | Київська обл.                  | Вишгородський р-н              | 298    | 32      | пошкоджені гараж та авто                                                              | —                       |
| 25.05.25 | Київська обл.                  | Долина                         | 298    | 32      | атаковані ангар і склад, уражено освітній заклад                                      | 2 загиблих              |
| 25.05.25 | Київська обл.                  | Макарів                        | 298    | 32      | пожежа та руйнування житлового будинку                                                | 1 загиблий, 1 поранено  |
| 25.05.25 | Київська обл.                  | Мархалівка                     | 298    | 32      | атаковані приватні житлові будинки                                                    | 1 загиблий, 8 поранено  |
| 25.05.25 | Київська обл.                  | Чмирівка                       | 298    | 32      | атаковано приватний житловий будинок                                                  | 5 поранено              |
| 25.05.25 | Житомирська обл.               | Бердичівський р-н              | 298    | 32      | пошкоджено п’ятиповерхівку, приватні будинки та господарчі споруди                    | 3 загиблих, 12 поранено |
| 25.05.25 | Дніпропетровська обл.          | Дніпро                         | 298    | 32      | уражена нежитлова триповерхова будівля                                                | —                       |
| 25.05.25 | Дніпропетровська обл.          | Павлоград                      | 298    | 32      | влучання у промислове підприємство                                                    | —                       |
| 25.05.25 | Чернігівська обл.              | Чернігів                       | 298    | 32      | атаковане промислове підприємство                                                     | —                       |
| 25.05.25 | Сумська обл.                   | Суми                           | 298    | 32      | атаковано об’єкт харчової промисловості                                               | —                       |
| 25.05.25 | Сумська обл.                   | Конотоп                        | 298    | 32      | атаковано зруйнований обʼєкт інфраструктури                                           | —                       |
| 25.05.25 | Миколаївська обл.              | Миколаїв                       | 298    | 32      | уражено п'ятиповерховий житловий будинок                                              | 2 загиблих, 5 поранено  |
| 25.05.25 | Харківська обл.                | Харків                         | 298    | 32      | уражено цивільне підприємство, офіси, житло                                           | 3 поранених             |
| 26.05.25 | Україна                        | Україна                        | 355    | 67      | 233 збиті ППО, ще 55 локаційно втрачено                                               | —                       |
| 26.05.25 | Хмельницька обл.               | Хмельницька обл.               | 355    | 67      | пошкодження жилових будинків та підприємств                                           | —                       |
| 26.05.25 | Київ                           | Київ                           | 355    | 67      | пошкодження житлових будинків                                                         | —                       |
| 26.05.25 | Київська обл.                  | Бориспільський р-н             | 355    | 67      | пошкоджено приватні будинки і господарчі споруди                                      | —                       |
| 26.05.25 | Київська обл.                  | Фастівський р-н                | 355    | 67      | пошкоджено один приватний будинок                                                     | —                       |
| 26.05.25 | Черкаська обл.                 | Уманський р-н                  | 355    | 67      | пошкоджено ліцей, котельню та житловий будинок                                        | —                       |
| 26.05.25 | Дніпропетровська обл.          | Кам'янський р-н                | 355    | 67      | пошкоджено житлові будинки та авто                                                    | —                       |
| 27.05.25 | центр, південь та схід України | центр, південь та схід України | 60     | 17      | 35 збиті ППО, ще 8 локаційно втрачено                                                 | —                       |
| 27.05.25 | Дніпропетровська обл.          | Самарівський р-н               | 60     | 17      | уражено приватний будинок, господарська споруда                                       | 1 поранений             |
| 27.05.25 | Дніпропетровська обл.          | Синельниківський р-н           | 60     | 17      | уражено с/г підприємство, приватний будинок, авто                                     | 1 поранений             |
| 28.05.25 | центр, південь та схід України | центр, південь та схід України | 88     | 17      | 34 збиті ППО, ще 37 локаційно втрачено                                                | —                       |
| 28.05.25 | Кіровоградська обл.            | Світловодськ                   | 88     | 17      | атаковане промислове підприємство та житло                                            | 3 поранено              |
| 28.05.25 | Миколаївська обл.              | Василівка                      | 88     | 17      | уражено нежитлову будівлю, житлові будинки, ЛЕП                                       | —                       |
| 28.05.25 | Харківська обл.                | Васищеве                       | 88     | 17      | атакована житлова забудова села                                                       | 4 поранено              |
| 28.05.25 | Харківська обл.                | Есхар                          | 88     | 17      | атакована житлова забудова села                                                       | 4 поранено              |
| 29.05.25 | центр, південь та схід України | центр, південь та схід України | 90     | 34      | 10 збиті ППО, ще 46 локаційно втрачено                                                | —                       |
| 29.05.25 | Сумська обл.                   | Білопілля                      | 90     | 34      | уражено фермерське господарство, цивільну інфраструктуру та житлові будинки           | 1 загиблий, 1 поранено  |
| 29.05.25 | Сумська обл.                   | Верхня Сироватка               | 90     | 34      | пошкоджено цивільну інфраструктуру                                                    | —                       |
| 29.05.25 | Сумська обл.                   | Недригайлів                    | 90     | 34      | атаковано склади з сільськогосподарською технікою                                     | —                       |
| 29.05.25 | Сумська обл.                   | Річки                          | 90     | 34      | знищено приватний будинок                                                             | —                       |
| 29.05.25 | Донецька обл.                  | Слов'янськ                     | 90     | 34      | пошкоджено близько десятка житлових будинків                                          | 1 поранений             |
| 30.05.25 | центр, південь та схід України | центр, південь та схід України | 90     | 34      | 26 збиті ППО, ще30 локаційно втрачено                                                 | —                       |
| 30.05.25 | Одеська обл.                   | Ізмаїл                         | 90     | 34      | атаковане відділення Нової Пошти, вантажні авто                                       | —                       |
| 30.05.25 | Харківська обл.                | Харків                         | 90     | 34      | удар по тролейбусному депо                                                            | 2 поранено              |
| 30.05.25 | Харківська обл.                | Василів Хутір                  | 90     | 34      | атакована цивільна забудова села                                                      | 8 поранено              |
| 30.05.25 | Запорізька обл.                | Запоріжжя                      | 90     | 34      | пожежа на одному із об’єктів інфраструктури                                           | —                       |
| 30.05.25 | Донецька обл.                  | Білозерське                    | 90     | 34      | удар безпілотником по житловій багатоповерхівці                                       | 2 поранено              |
| 31.05.25 | центр, південь та схід України | центр, південь та схід України | 107    | 38      | 39 збиті ППО, ще 30 локаційно втрачено                                                | —                       |
| 31.05.25 | Сумська обл.                   | Охтирський р-н                 | 107    | 38      | уражені приміщення сільгосп підприємств, транспорт                                    | —                       |
| 31.05.25 | Сумська обл.                   | Роменський р-н                 | 107    | 38      | спалахнули господарські будівлі                                                       | —                       |

### Червень
У червні 2025 було зафіксовано щонайменше 5 412 БпЛА та 742 влучань (14%), з яких щонайменше 17 влучань відбулися в атаці по прифронтових регіонах.
2 червня було оприлюднено уламки БпЛА із серійними номером ЫЫ16782. 4 червня було оприлюднено уламки БпЛА із серійними номером Ы25094. 28 червня було оприлюднено уламки БпЛА із серійними номером Ъ-263. 29 червня було оприлюднено уламки БпЛА із серійними номером У-36.
| дата     | регіон                         | місце                          | всього | влучань | влучання | жертви                   |
| -------- | ------------------------------ | ------------------------------ | ------ | ------- | --- | ------------------------ |
| 01.06.25 | центр, південь та схід України | центр, південь та схід України | 472    | 90      | 210 збиті ППО, ще 172 локаційно втрачено                                                                              | —                        |
| 01.06.25 | Київ                           | Київ                           | 472    | 90      | не встановлено | —                        |
| 01.06.25 | Київська обл.                  | Білоцерківський р-н            | 472    | 90      | пошкоджено 10 приватних будинків                                                                                      | —                        |
| 01.06.25 | Одеська обл.                   | Білгород-Дністровський р-н     | 472    | 90      | пошкоджено приватні будинки і бази відпочинку                                                                         | —                        |
| 01.06.25 | Харківська обл.                | Балаклія                       | 472    | 90      | уражено приватний і багатоквартирний будинки                                                                          | —                        |
| 01.06.25 | Харківська обл.                | Бунакове                       | 472    | 90      | пошкоджено лінії електропередач                                                                                       | —                        |
| 01.06.25 | Харківська обл.                | Великий Бурлук                 | 472    | 90      | пошкоджено адмінбудівлю та авто                                                                                       | —                        |
| 01.06.25 | Харківська обл.                | Ізюм                           | 472    | 90      | горіла складська будівля                                                                                              | —                        |
| 01.06.25 | Харківська обл.                | Лозова                         | 472    | 90      | пошкоджена майстерня навчального закладу                                                                              | 1 поранена               |
| 01.06.25 | Запорізька обл.                | Запоріжжя                      | 472    | 90      | удар по об'єктах критичної інфраструктури і приватній забудові                                                        | 1 поранена               |
| 02.06.25 | центр, південь та схід України | центр, південь та схід України | 80     | 28      | 15 збиті ППО, ще 37 локаційно втрачено                                                                                | —                        |
| 02.06.25 | Дніпропетровська обл.          | Нікопольський р-н              | 80     | 28      | уражено медзаклад, пожежну частину, магазин, ЛЕП                                                                      | 3 поранено               |
| 02.06.25 | Чернігівська обл.              | Чернігівська обл.              | 80     | 28      | уражено одне з цивільних підприємств                                                                                  | —                        |
| 02.06.25 | Харківська обл.                | Харків                         | 80     | 28      | пошкоджено будівлю цивільного підприємства, приватні будинки                                                          | 6 поранено               |
| 03.06.25 | центр, південь та схід України | центр, південь та схід України | 112    | 37      | 60 збиті ППО, ще 15 локаційно втрачено                                                                                | —                        |
| 03.06.25 | Полтавська обл.                | Полтава                        | 112    | 37      | уламки БпЛА пошкодили приватний будинок                                                                               | —                        |
| 03.06.25 | Чернігівська обл.              | Чернігів                       | 112    | 37      | ураження багатоповерхівок, школи, магазинів                                                                           | 4 поранено               |
| 03.06.25 | Одеська обл.                   | Одеса                          | 112    | 37      | пошкоджені будинки і цивільна інфраструктура                                                                          | 5 поранено               |
| 03.06.25 | Харківська обл.                | Харківська обл.                | 112    | 37      | уражено сортувальний термінал Нової пошти                                                                             | —                        |
| 04.06.25 | центр, південь та схід України | центр, південь та схід України | 95     | 34      | 36 збиті ППО, ще 25 локаційно втрачено                                                                                | —                        |
| 04.06.25 | Одеська обл.                   | Одеса                          | 95     | 34      | відомо про руйнування житла та цивільної інфраструктури                                                               | 1 поранений              |
| 04.06.25 | Сумська обл.                   | Суми                           | 95     | 34      | пошкоджено складські приміщення, авто та ЛЕП                                                                          | 1 поранений              |
| 04.06.25 | Сумська обл.                   | Лебедин                        | 95     | 34      | удар по заводу з виробництва біоетанолу та приватні будинки                                                           | —                        |
| 04.06.25 | Харківська обл.                | Харків                         | 95     | 34      | удар по житловій забудові та цивільному підприємству                                                                  | 1 поранений              |
| 05.06.25 | центр, південь та схід України | центр, південь та схід України | 100    | 26      | 28 збиті ППО, ще 46 локаційно втрачено                                                                                | —                        |
| 05.06.25 | Чернігівська обл.              | Прилуки                        | 100    | 26      | постраждали будинки в житловій забудові                                                                               | 5 загиблих, 6 поранено   |
| 05.06.25 | Харківська обл.                | Харків                         | 100    | 26      | пошкоджені фасади багатоповерхівок                                                                                    | 19 поранено              |
| 06.06.25 | Україна                        | Україна                        | 407    | 39      | 199 збиті ППО, ще 169 локаційно втрачено                                                                              | —                        |
| 06.06.25 | Львівська обл.                 | Дрогобицький р-н               | 407    | 39      | пошкоджено промисловий об′єкт                                                                                         | —                        |
| 06.06.25 | Тернопільська обл.             | Тернопіль                      | 407    | 39      | пошкоджено промислову інфраструктуру                                                                                  | 10 поранено              |
| 06.06.25 | Волинська обл.                 | Луцьк                          | 407    | 39      | влучання в житловий будинок та промисловість                                                                          | 2 загиблих, 30 поранені  |
| 06.06.25 | Київ                           | Київ                           | 407    | 39      | уражено інфраструктуру та житлові будинки                                                                             | 3 загиблих, 22 поранені  |
| 06.06.25 | Полтавська обл.                | Кременчуцький р-н              | 407    | 39      | пошкоджені адмінбудівлі, склади та кав'ярня                                                                           | 3 поранено               |
| 06.06.25 | Чернігівська обл.              | Чернігів                       | 407    | 39      | пошкоджені багатоквартирні і приватні будинки                                                                         | 2 загиблих, 4 поранено   |
| 07.06.25 | центр, південь та схід України | центр, південь та схід України | 206    | 39      | 87 збиті ППО, ще 80 локаційно втрачено                                                                                | —                        |
| 07.06.25 | Одеська обл.                   | Овідіополь                     | 206    | 39      | пошкоджено храм та інфраструктуру                                                                                     | —                        |
| 07.06.25 | Дніпропетровська обл.          | Дніпро                         | 206    | 39      | пошкоджені інфраструктура, підприємство, навчальний заклад, житло                                                     | 2 поранено               |
| 07.06.25 | Дніпропетровська обл.          | Павлоград                      | 206    | 39      | уражено підприємство та багатоквартирні будинки                                                                       | —                        |
| 07.06.25 | Харківська обл.                | Харків                         | 206    | 39      | влучання у цивільне підприємство та житлові багатоповерхівки                                                          | 3 загиблих, 17 поранені  |
| 08.06.25 | центр, південь та схід України | центр, південь та схід України | 49     | 9       | 22 збиті ППО, ще 18 локаційно втрачено                                                                                | —                        |
| 09.06.25 | Україна                        | Україна                        | 479    | 19      | 277 збиті ППО, ще 183 локаційно втрачено                                                                              | —                        |
| 09.06.25 | Рівненська обл.                | Дубно                          | 479    | 19      | не встановлено | —                        |
| 09.06.25 | Київ                           | Київ                           | 479    | 19      | пошкоджено офісну будівлю                                                                                             | —                        |
| 09.06.25 | Полтавська обл.                | Миргородський р-н              | 479    | 19      | пошкоджено лінію електропередач                                                                                       | —                        |
| 10.06.25 | центр, південь та схід України | центр, південь та схід України | 315    | 38      | 213 збиті ППО, ще 64 локаційно втрачено                                                                               | —                        |
| 10.06.25 | Київ                           | Київ                           | 315    | 38      | уламками було пошкоджено Софійський собор, житлові будинки, офіси, склади                                             | 1 загибла, 4 поранено    |
| 10.06.25 | Київська обл.                  | Бориспіль                      | 315    | 38      | уражено один з промислових обʼєктів міста                                                                             | —                        |
| 10.06.25 | Київська обл.                  | Броварський р-н                | 315    | 38      | відомо про руйнування цивільної інфраструктури                                                                        | —                        |
| 10.06.25 | Київська обл.                  | Обухівський р-н                | 315    | 38      | відомо про руйнування цивільної інфраструктури                                                                        | —                        |
| 10.06.25 | Київська обл.                  | Фастівський р-н                | 315    | 38      | відомо про руйнування цивільної інфраструктури                                                                        | —                        |
| 10.06.25 | Одеська обл.                   | Одеса                          | 315    | 38      | було пошкоджено Одеську кіностудію, пологовий будинок, станцію екстреної медичної допомоги, житлові будинки та вокзал | 2 загиблих, 9 поранено   |
| 11.06.25 | центр, південь та схід України | центр, південь та схід України | 85     | 36      | 40 збиті ППО, ще 9 локаційно втрачено                                                                                 | —                        |
| 11.06.25 | Одеська обл.                   | Одеська обл.                   | 85     | 36      | пошкоджень зазнали дачні будинки, господарчі споруди                                                                  | —                        |
| 11.06.25 | Дніпропетровська обл.          | Васильківка                    | 85     | 36      | пошкоджено приватне с/г підприємство                                                                                  | —                        |
| 11.06.25 | Харківська обл.                | Харків                         | 85     | 36      | пошкоджено житлові будинки, тролейбуси, дитячі майданчики та підприємства                                             | 3 загиблих, 60 поранено  |
| 12.06.25 | центр, південь та схід України | центр, південь та схід України | 63     | 14      | 28 збиті ППО, ще 21 локаційно втрачено                                                                                | —                        |
| 12.06.25 | Одеська обл.                   | Ізмаїльський р-н               | 63     | 14      | атаковано житло, с/г підприємство та техніку                                                                          | —                        |
| 12.06.25 | Харківська обл.                | Харків                         | 63     | 14      | удар по школі та житловій забудові                                                                                    | 18 поранено              |
| 13.06.25 | центр, південь та схід України | центр, південь та схід України | 55     | 9       | 28 збиті ППО, ще 15 локаційно втрачено                                                                                | —                        |
| 13.06.25 | Дніпропетровська обл.          | Павлоградський р-н             | 55     | 9       | пошкоджено багатоквартирні житлові будинки                                                                            | —                        |
| 13.06.25 | Дніпропетровська обл.          | Синельниківський р-н           | 55     | 9       | пошкоджено житло і с/г підприємтво                                                                                    | —                        |
| 13.06.25 | Харківська обл.                | Харків                         | 55     | 9       | постраждало комунальне підприємство і склад                                                                           | —                        |
| 14.06.25 | центр, південь та схід України | центр, південь та схід України | 58     | 15      | 23 збиті ППО, ще 20 локаційно втрачено                                                                                | —                        |
| 14.06.25 | Дніпропетровська обл.          | Кривий Ріг                     | 58     | 15      | пошкодження на території підприємств                                                                                  | —                        |
| 14.06.25 | Запорізька обл.                | Запоріжжя                      | 58     | 15      | пошкоджено цивільну інфраструктуру та авто                                                                            | 2 поранених              |
| 15.06.25 | центр, південь та схід України | центр, південь та схід України | 183    | 24      | 111 збиті ППО, ще 48 локаційно втрачено                                                                               | —                        |
| 15.06.25 | Полтавська обл.                | Кременчук                      | 183    | 24      | обʼєкти енергетики та с/г інфраструктури, житло                                                                       | —                        |
| 15.06.25 | Полтавська обл.                | Чутове                         | 183    | 24      | пошкоджені житлові будинки та авто                                                                                    | —                        |
| 16.06.25 | центр, південь та схід України | центр, південь та схід України | 138    | 13      | 84 збиті ППО, ще 41 локаційно втрачено                                                                                | —                        |
| 16.06.25 | Київ                           | Київ                           | 138    | 13      | пошкоджено торговельні павільйони та житло                                                                            | 2 поранених              |
| 16.06.25 | Черкаська обл.                 | Черкаський р-н                 | 138    | 13      | уражено житлові будинки та інфраструктуру                                                                             | —                        |
| 16.06.25 | Запорізька обл.                | Запоріжжя                      | 138    | 13      | займання на одному з промислових підприємств                                                                          | —                        |
| 17.06.25 | центр, південь та схід України | центр, південь та схід України | 440    | 38      | 239 збиті ППО, ще 163 локаційно втрачено                                                                              | —                        |
| 17.06.25 | Київ                           | Київ                           | 440    | 38      | атаковані житлові будинки, гуртожитки                                                                                 | 15 загиблих, 99 поранено |
| 17.06.25 | Київська обл.                  | Броварський р-н                | 440    | 38      | пошкодження приватного будинку і господарчої будівлі                                                                  | —                        |
| 17.06.25 | Київська обл.                  | Вишгородський р-н              | 440    | 38      | пошкоджений приватний будинок                                                                                         | 1 поранена               |
| 17.06.25 | Чернігівська обл.              | Прилуцький р-н                 | 440    | 38      | уражено двоповерховий житловий будинок, авто                                                                          | —                        |
| 17.06.25 | Одеська обл.                   | Одеса                          | 440    | 38      | пошкоджений інклюзивний центр для дітей, дитсадок, житлові будинки                                                    | 1 загибла, 13 поранено   |
| 17.06.25 | Запорізька обл.                | Запоріжжя                      | 440    | 38      | пошкоджені багатоповерхівка і гуртожиток                                                                              | —                        |
| 18.06.25 | центр, південь та схід України | центр, південь та схід України | 58     | 28      | 12 збиті ППО, ще 18 локаційно втрачено                                                                                | —                        |
| 18.06.25 | Запорізька обл.                | Запоріжжя                      | 58     | 28      | уражені багатоповерхівки та склад Нової Пошти                                                                         | —                        |
| 19.06.25 | центр, південь та схід України | центр, південь та схід України | 104    | 16      | 40 збиті ППО, ще 48 локаційно втрачено                                                                                | —                        |
| 19.06.25 | Дніпропетровська обл.          | Самарівський р-н               | 104    | 16      | виникла пожежа |                          |
| 19.06.25 | Миколаївська обл.              | Інгулка                        | 104    | 16      | пошкоджено сільськогосподарське підприємство                                                                          | —                        |
| 20.06.25 | центр, південь та схід України | центр, південь та схід України | 86     | 16      | 34 збиті ППО, ще 36 локаційно втрачено                                                                                | —                        |
| 20.06.25 | Одеська обл.                   | Одеса                          | 86     | 16      | уражено багатоквартирні будинки, споруди, навчальний заклад, магазини                                                 | 1 загибла, 14 поранено   |
| 20.06.25 | Сумська обл.                   | Суми                           | 86     | 16      | пошкоджено житловий будинок                                                                                           | —                        |
| 20.06.25 | Харківська обл.                | Високий                        | 86     | 16      | пошкоджені житлові будинкіи, споруди та авто                                                                          | 1 поранена               |
| 20.06.25 | Харківська обл.                | Коротич                        | 86     | 16      | удар по цивільних підприємствах                                                                                       | —                        |
| 20.06.25 | Харківська обл.                | Харків                         | 86     | 16      | атаковані приватні житлові будинки та споруди                                                                         | 4 поранено               |
| 21.06.25 | центр, південь та схід України | центр, південь та схід України | 272    | 20      | 140 збиті ППО, ще 112 локаційно втрачено                                                                              | —                        |
| 21.06.25 | Полтавська обл.                | Кременчук                      | 272    | 20      | атаковані обʼєкти енергетичної інфраструктури                                                                         | —                        |
| 22.06.25 | центр, південь та схід України | центр, південь та схід України | 47     | 19      | 18 збиті ППО, ще 10 локаційно втрачено                                                                                | —                        |
| 22.06.25 | Одеська обл.                   | Білгород-Дністровський         | 47     | 19      | житловий будинок, станція медичної допомоги                                                                           | —                        |
| 22.06.25 | Чернігівська обл.,             | Ніжинський р-н                 | 47     | 19      | атаковані житлові будинки і господарчі споруди                                                                        | —                        |
| 23.06.25 | центр, південь та схід України | центр, південь та схід України | 352    | 13      | 146 збиті ППО, ще 193 локаційно втрачено                                                                              | —                        |
| 23.06.25 | Київ                           | Київ                           | 352    | 13      | атаковані житлові будинки, пошкоджено басейн і спорткомплекс КПІ                                                      | 6 загиблих, 20 поранено  |
| 23.06.25 | Київська обл.                  | Білоцерківський р-н            | 352    | 13      | атаковані приватні житлові будинки та готель                                                                          | 1 загибла, 8 поранено    |
| 23.06.25 | Київська обл.                  | Бориспільський р-н             | 352    | 13      | пошкоджено приватні житлові будинки                                                                                   | —                        |
| 23.06.25 | Київська обл.                  | Бучанський р-н                 | 352    | 13      | пошкоджено приватні житлові будинки та авто                                                                           | —                        |
| 24.06.25 | центр, південь та схід України | центр, південь та схід України | 97     | 9       | 63 збиті ППО, ще 15 локаційно втрачено                                                                                | —                        |
| 24.06.25 | Сумська обл.                   | Верхня Сироватка               | 97     | 9       | уражено 30 приватних житлових будинків                                                                                | 3 загиблих, 6 поранено   |
| 24.06.25 | Харківська обл.                | Харків                         | 97     | 9       | уражені цивільні підприємства, приватні будинки                                                                       | 3 поранено               |
| 24.06.25 | Донецьк обл.                   | Золоті Пруди                   | 97     | 9       | атакована житлова забудова та цивільна інф-ра                                                                         | 1 загибла, 2 поранено    |
| 24.06.25 | Донецьк обл.                   | Краматорськ                    | 97     | 9       | атаковано промислову зону                                                                                             | —                        |
| 24.06.25 | Україна                        | Україна                        | 97     | 9       | удар по навчальному центру ЗСУ                                                                                        | 1 поранений              |
| 25.06.25 | центр, південь та схід України | центр, південь та схід України | 71     | 19      | 32 збиті ППО, ще 20 локаційно втрачено                                                                                | —                        |
| 25.06.25 | Харківська обл.                | Харків                         | 71     | 19      | уражено цивільне підприємство та незаселений житловий будинок                                                         | 1 поранений              |
| 25.06.25 | Донецьк обл.                   | Краматорськ                    | 71     | 19      | удар по території військового аеродрому                                                                               | —                        |
| 25.06.25 | Донецьк обл.                   | Торське                        | 71     | 19      | атакований приватний житловий сектор                                                                                  | 1 поранена               |
| 26.06.25 | центр, південь та схід України | центр, південь та схід України | 41     | 17      | 8 збиті ППО, ще 16 локаційно втрачено                                                                                 | —                        |
| 26.06.25 | Донецьк обл.                   | Білозерське                    | 41     | 17      | дрон влучив у багатоповерхівку                                                                                        | 5 поранено               |
| 27.06.25 | Україна                        | Україна                        | 363    | 4       | 211 збиті ППО, ще 148 локаційно втрачено                                                                              | —                        |
| 27.06.25 | Київська обл.                  | Київська обл.                  | 363    | 4       | уражені приватні житлові будинки, шиномонтаж                                                                          | 1 поранений              |
| 28.06.25 | південь України                | південь України                | 23     | 1       | 12 збиті ППО, ще 1 локаційно втрачено                                                                                 | —                        |
| 28.06.25 | Одеська обл.                   | Одеса                          | 23     | 1       | пошкоджено 21-поверховий житловий будинок, господарчі споруди                                                         | 2 загиблих, 17 поранено  |
| 29.06.25 | Україна                        | Україна                        | 477    | 40      | 211 збиті ППО, ще 226 локаційно втрачено                                                                              | —                        |
| 29.06.25 | Львівська обл.                 | Дрогобич                       | 477    | 40      | атакована промислова інфраструктура                                                                                   | —                        |
| 29.06.25 | Івано-Франківська обл.         | Івано-Франківський р-н         | 477    | 40      | уламками уражено церкву та приватні будинки                                                                           | 1 загибла                |
| 29.06.25 | Полтавська обл.                | Полтава                        | 477    | 40      | ушкоджено вокзал Полтава-Південна                                                                                     | —                        |
| 29.06.25 | Полтавська обл.                | Кременчуцький р-н              | 477    | 40      | атаковано промисловий обʼєкт                                                                                          | —                        |
| 29.06.25 | Миколаївська обл.              | Миколаїв                       | 477    | 40      | пошкоджені складські приміщення                                                                                       | —                        |
| 29.06.25 | Сумська обл.                   | Лебедин                        | 477    | 40      | пошкоджено адміністративні та приватні будівлі                                                                        | 2 поранено               |
| 29.06.25 | Харківська обл.                | Харків                         | 477    | 40      | безпілотник влучив у дах багатоповерхівки                                                                             | —                        |
| 29.06.25 | Запорізька обл.                | Запоріжжя                      | 477    | 40      | атаковано промисловий обʼєкт                                                                                          | —                        |
| 30.06.25 | центр, південь та схід України | центр, південь та схід України | 107    | 33      | 64 збиті ППО, ще 10 локаційно втрачено                                                                                | —                        |
| 30.06.25 | Одеська обл.                   | Одеса                          | 107    | 33      | не встановлено | —                        |
| 30.06.25 | Дніпропетровська обл.          | Кривий Ріг                     | 107    | 33      | дрон влучив поруч із будівлею ТЦК                                                                                     | 3 поранено               |
| 30.06.25 | Дніпропетровська обл.          | Маломихайлівка                 | 107    | 33      | пошкоджено сільськогосподарське підприємство                                                                          | —                        |
| 30.06.25 | Харківська обл.                | Дергачі                        | 107    | 33      | уражено цивільну будівлю, агропідприємство                                                                            | 8 поранено               |
| 30.06.25 | Харківська обл.                | Курортне                       | 107    | 33      | пошкоджено будівлю їдальні санаторію                                                                                  | —                        |
| 30.06.25 | Харківська обл.                | Пісочин                        | 107    | 33      | пошкоджено будівлю СТО                                                                                                | —                        |

### Липень
У липні 2025 було зафіксовано щонайменше 6 394 БпЛА та 707 влучання (11%).
16 липня було оприлюднено уламки БпЛА із серійними номером Ы30000. 21 липня було оприлюднено уламки БпЛА із серійним номером Ы30607. 22 липня було оприлюднено уламки БпЛА із серійним номером Ы18498.
| дата     | регіон                         | місце                          | всього | влучань | влучання                                                                                               | жертви                    |
| -------- | ------------------------------ | ------------------------------ | ------ | ------- | --- | ------------------------- |
| 01.07.25 | центр, південь та схід України | центр, південь та схід України | 52     | 5       | 14 збиті ППО, ще 33 локаційно втрачено                                                                 | —                         |
| 01.07.25 | Запорізька обл.                | Запоріжжя                      | 52     | 5       | пошкоджено підприємство та житлові будинки                                                             | —                         |
| 02.07.25 | центр, південь та схід України | центр, південь та схід України | 114    | 35      | 40 збиті ППО, ще 39 локаційно втрачено                                                                 | —                         |
| 02.07.25 | Одеська обл.                   | Вилкове                        | 114    | 35      | уражені об'єкти припортової і туристичної інф-ри                                                       | —                         |
| 02.07.25 | Дніпропетровська обл.          | Кривий Ріг                     | 114    | 35      | пошкоджене приватне підприємство                                                                       | —                         |
| 02.07.25 | Дніпропетровська обл.          | Перещепине                     | 114    | 35      | пошкоджене фермерське господарство                                                                     | 1 поранена                |
| 02.07.25 | Харківська обл.                | Борівське                      | 114    | 35      | уражені складські приміщення с/г підприємства                                                          |                           |
| 02.07.25 | Харківська обл.                | Волоська Балаклія              | 114    | 35      | атакований склад с/г підприємства                                                                      | 1 загиблий, 1 поранений   |
| 02.07.25 | Харківська обл.                | Харків                         | 114    | 35      | пошкоджено житлові та нежитлові будівлі                                                                | —                         |
| 02.07.25 | Донецька обл.                  | Райське                        | 114    | 35      | атаковано цивільну забудову населеного пункту                                                          | 3 поранено                |
| 03.07.25 | центр, південь та схід України | центр, південь та схід України | 52     | 12      | 22 збиті ППО, ще 18 локаційно втрачено                                                                 | —                         |
| 03.07.25 | Полтавська обл.                | Полтава                        | 52     | 12      | БпЛА влучили у будівлю ТЦК та житлові будинки                                                          | 2 загиблих, 11 поранено   |
| 03.07.25 | Одеська обл.                   | Одеса                          | 52     | 12      | дрон влучив у житлову девʼятиповерхівку                                                                | 5 поранено                |
| 03.07.25 | Сумська обл.                   | Конотоп                        | 52     | 12      | знищено обʼєкт інфраструктури                                                                          | —                         |
| 04.07.25 | центр України                  | центр України                  | 539    | 63      | 268 збиті ППО, ще 208 локаційно втрачено                                                               | —                         |
| 04.07.25 | Київ                           | Київ                           | 539    | 63      | удар по цивільній та залізничній інф-рі                                                                | 3 загиблих, 32 поранені   |
| 04.07.25 | Київська обл.                  | Бучанський р-н                 | 539    | 63      | пошкодження житлових будинків                                                                          | —                         |
| 04.07.25 | Київська обл.                  | Фастівський р-н                | 539    | 63      | пошкодження житлових будинків                                                                          | —                         |
| 04.07.25 | Полтавська обл.                | Полтавський р-н                | 539    | 63      | уражено легкове авто та приватний будинок                                                              | 2 поранено                |
| 05.07.25 | Україна                        | Україна                        | 322    | 30      | 157 збиті ППО, ще 135 локаційно втрачено                                                               | —                         |
| 05.07.25 | Хмельницька обл.               | Старокостянтинів               | 322    | 30      | не встановлено                                                                                         | —                         |
| 05.07.25 | Дніпропетровська обл.          | Дніпровський р-н               | 322    | 30      | зруйновано п’ять дачних будинків                                                                       | 3 поранено                |
| 05.07.25 | Харківська обл.                | Чугуїв                         | 322    | 30      | уражено поштове відділення, будинки авто                                                               | 11 поранено               |
| 06.07.25 | центр, південь та схід України | центр, південь та схід України | 157    | 40      | 98 збиті ППО, ще 19 локаційно втрачено                                                                 | —                         |
| 06.07.25 | Київська обл.                  | Київська обл.                  | 157    | 40      | пошкоджені багатоповерхівки, приватні будинки                                                          | 3 поранено                |
| 06.07.25 | Полтавська обл.                | Кременчук                      | 157    | 40      | влучання у будівлю районного ТЦК та СП                                                                 | —                         |
| 06.07.25 | Миколаївська обл.              | Миколаїв                       | 157    | 40      | удари по портовій інфраструктурі та ЛЕП                                                                | —                         |
| 06.07.25 | Харківська обл.                | Харків                         | 157    | 40      | влучання посеред громадської забудови                                                                  | 2 поранено                |
| 06.07.25 | Запорізька обл.                | Запоріжжя                      | 157    | 40      | пошкоджене підприємство, фермерське господарство та склади                                             | —                         |
| 06.07.25 | Запорізька обл.                | Юрківка                        | 157    | 40      | уражено житловий будинок                                                                               | 1 поранена                |
| 07.07.25 | центр, південь та схід України | центр, південь та схід України | 101    | 26      | 58 збиті ППО, ще 17 локаційно втрачено                                                                 | —                         |
| 07.07.25 | Київ                           | Київ                           | 101    | 26      | пошкодження цивільної інфраструктури                                                                   | —                         |
| 07.07.25 | Одеська обл.                   | Одеса                          | 101    | 26      | руйнування цивільної інфраструктури                                                                    | 1 загиблий                |
| 07.07.25 | Дніпропетровська обл.          | Маломихайлівка                 | 101    | 26      | уражено приватні будинках і їдальню                                                                    | 2 поранено                |
| 07.07.25 | Харківська обл.                | Харків                         | 101    | 26      | ворожі БпЛА влучили в багатоповерхівки                                                                 | 1 загибла, 34 поранено    |
| 07.07.25 | Харківська обл.                | Харків                         | 101    | 26      | повторний удар по житлу, ТЦК, госп. спорудах                                                           | 11 поранено               |
| 07.07.25 | Запорізька обл.                | Запоріжжя                      | 101    | 26      | уражена будівля університету, житло, ТЦК                                                               | 10 поранено               |
| 08.07.25 | центр та південь України       | центр та південь України       | 54     | 20      | 26 збиті ППО, ще 8 локаційно втрачено                                                                  | —                         |
| 08.07.25 | Миколаївська обл.              | Надбузьке                      | 54     | 20      | атаковані два дачних будинки                                                                           | 1 поранений               |
| 09.07.25 | Україна                        | Україна                        | 728    | 14      | 296 збиті ППО, ще 415 локаційно втрачено                                                               | —                         |
| 09.07.25 | Волинська обл.                 | Луцьк                          | 728    | 14      | удар по складських приміщеннях одного із підприємств та гаражах                                        | —                         |
| 09.07.25 | Київська обл.                  | Броварський р-н                | 728    | 14      | атакована цивільна інфраструктура                                                                      | 1 поранена                |
| 09.07.25 | Житомирська обл.               | Новогуйвинське                 | 728    | 14      | пошкодженні виробничі приміщення і житлові будинки                                                     | —                         |
| 10.07.25 | Україна                        | Україна                        | 397    | 15      | 164 збиті ППО, ще 204 локаційно втрачено                                                               | —                         |
| 10.07.25 | Київ                           | Київ                           | 397    | 15      | атаковані житлові будинки, лікарня, нежитлові приміщення та авто                                       | 2 загиблих, 19 поранено   |
| 11.07.25 | центр, південь та схід України | центр, південь та схід України | 79     | 19      | 44 збиті ППО, ще 16 локаційно втрачено                                                                 | —                         |
| 11.07.25 | Одеська обл.                   | Одеса                          | 79     | 19      | пошкоджена цивільна інф-ра, житлові та адмінбудівлі, стайня, будівля ТЦК                               | 11 поранено               |
| 11.07.25 | Миколаївська обл.              | Миколаїв                       | 79     | 19      | не встановлено                                                                                         | —                         |
| 11.07.25 | Дніпропетровська обл.          | Покровське                     | 79     | 19      | атаковане с/г підприємство, адмінбудівля, ЛЕП                                                          | —                         |
| 11.07.25 | Сумська обл.                   | Суми                           | 79     | 19      | пошкоджено нежитлові приміщення                                                                        | —                         |
| 11.07.25 | Харківська обл.                | Харків                         | 79     | 19      | уражено житлові будинки, медичний заклад                                                               | 9 поранено                |
| 11.07.25 | Харківська обл.                | Чугуїв                         | 79     | 19      | відомо про пошкодження міської лікарні                                                                 | 3 поранено                |
| 12.07.25 | Україна                        | Україна                        | 597    | 20      | 319 збиті ППО, ще 258 локаційно втрачено                                                               | —                         |
| 12.07.25 | Львівська обл.                 | Львів                          | 597    | 20      | атаковане житло, промислові об'єкти                                                                    | 1 поранений               |
| 12.07.25 | Волинська обл.                 | Луцьк                          | 597    | 20      | пошкоджено житлові будинки                                                                             | —                         |
| 12.07.25 | Чернівецька обл.               | Чернівці                       | 597    | 20      | уражено декілька житлових будинків, магазини                                                           | 4 загиблих, 2 поранено    |
| 12.07.25 | Харківська обл.                | Харків                         | 597    | 20      | пошкоджено об’єкт критичної інфраструктури та житлові будинки                                          | 2 поранено                |
| 12.07.25 | Білорусь, Гомельська обл.      | Білорусь, Гомельська обл.      | 1      | —       | БпЛА збитий білоруським гелікоптером Мі-24                                                             | —                         |
| 13.07.25 | Україна                        | Україна                        | 60     | 20      | 20 збиті ППО, ще 20 локаційно втрачено                                                                 | —                         |
| 13.07.25 | Дніпропетровська обл.          | Межова                         | 60     | 20      | атакований навчальний заклад                                                                           | 1 поранений               |
| 13.07.25 | Чернігівська обл.              | Чернігівська обл.              | 60     | 20      | військовий радар                                                                                       | радар 36Д6                |
| 13.07.25 | Сумська обл.                   | Шостка                         | 60     | 20      | атакована цивільна інфраструктура                                                                      | —                         |
| 13.07.25 | Донецька обл.                  | Слов'янськ                     | 60     | 20      | пошкоджені багатоквартирні та приватні будинки, лікарня, дитячий садок                                 | —                         |
| 14.07.25 | центр та південь України       | центр та південь України       | 136    | 28      | 61 збиті ППО, ще 47 локаційно втрачено                                                                 | —                         |
| 14.07.25 | Полтавська обл.                | Полтава                        | 136    | 28      | пошкоджені приватні житлові будинки                                                                    | 1 поранений               |
| 14.07.25 | Дніпропетровська обл.          | Дніпровський р-н               | 136    | 28      | пошкоджені житлові будинки та гаражі                                                                   | 3 поранено                |
| 14.07.25 | Дніпропетровська обл.          | Криворізький р-н               | 136    | 28      | пошкоджена інфраструктура                                                                              | —                         |
| 14.07.25 | Чернігівська обл.              | Чернігів                       | 136    | 28      | не встановлено                                                                                         | —                         |
| 14.07.25 | Сумська обл.                   | Суми                           | 136    | 28      | влучання по навчальному закладу                                                                        | 6 поранено                |
| 14.07.25 | Харківська обл.                | Златопіль                      | 136    | 28      | руйнування житла, котельні, адмінбудівлі                                                               | 10 поранено               |
| 14.07.25 | Харківська обл.                | Чугуїв                         | 136    | 28      | пошкоджено промислове підприємство                                                                     | —                         |
| 15.07.25 | центр, південь та схід України | центр, південь та схід України | 267    | 23      | 178 збиті ППО, ще 66 локаційно втрачено                                                                | —                         |
| 15.07.25 | Миколаївська обл.              | Миколаїв                       | 267    | 23      | влучання у водойму                                                                                     | —                         |
| 15.07.25 | Сумська обл.                   | Свеса                          | 267    | 23      | уражене житло, психоневрологічний диспансер                                                            | 1 поранений               |
| 16.07.25 | центр, південь та схід України | центр, південь та схід України | 400    | 57      | 198 збиті ППО, ще 145 локаційно втрачено                                                               | —                         |
| 16.07.25 | Вінницька обл.                 | Вінниця                        | 400    | 57      | уражені обʼєкти промислової і цивільної інф-ри                                                         | —                         |
| 16.07.25 | Вінницька обл.                 | Вінницька обл.                 | 400    | 57      | пошкоджені приватні житлові будинки                                                                    | —                         |
| 16.07.25 | Кіровоградська обл.            | Великі Трояни                  | 400    | 57      | пошкоджені приватні житлові будинки                                                                    | —                         |
| 16.07.25 | Одеська обл.                   | Ізмаїльський р-н               | 400    | 57      | влучання в інфраструктурний об’єкт                                                                     | —                         |
| 16.07.25 | Дніпропетровська обл.          | Кривий Ріг                     | 400    | 57      | зруйновано промислове підприємство                                                                     | 1 поранений               |
| 16.07.25 | Харківська обл.                | Харків                         | 400    | 57      | атаковане цивільне підприємство, театр                                                                 | 3 поранено                |
| 17.07.25 | центр та схід України          | центр та схід України          | 64     | 23      | 36 збиті ППО, ще 5 локаційно втрачено                                                                  | —                         |
| 17.07.25 | Черкаська область              | Канів                          | 64     | 23      | влучання на територію місцевого ТЦК                                                                    | —                         |
| 17.07.25 | Дніпропетровська обл.          | Кривий Ріг                     | 64     | 23      | атакована промислова забудова                                                                          | 1 поранена                |
| 18.07.25 | центр, південь та схід України | центр, південь та схід України | 35     | 18      | 11 збиті ППО, ще 6 локаційно втрачено                                                                  | —                         |
| 18.07.25 | Дніпропетровська обл.          | Кам'янський р-н                | 35     | 18      | уражено адмінбудівлі, магазин, житлові будинки                                                         | 2 загиблих                |
| 18.07.25 | Дніпропетровська обл.          | Павлоградський р-н             | 35     | 18      | атакована залізниця і транспортне підприємство                                                         | 1 загиблий, 2 поранено    |
| 18.07.25 | Дніпропетровська обл.          | П'ятихатки                     | 35     | 18      | ймовірний удар по території місцевого ТЦК                                                              | —                         |
| 18.07.25 | Запорізька обл.                | Запорізький р-н                | 35     | 18      | пошкоджені нежитлові будівлі                                                                           | 1 поранений               |
| 18.07.25 | Донецька обл.                  | Краматорськ                    | 35     | 18      | уражено житлові будинки, освітній заклад, підприємство                                                 | —                         |
| 18.07.25 | Донецька обл.                  | Слов'янськ                     | 35     | 18      | пошкоджено відділення «Нової пошти»                                                                    | —                         |
| 19.07.25 | Україна                        | Україна                        | 344    | 30      | 185 збиті ППО, ще 129 локаційно втрачено                                                               | —                         |
| 19.07.25 | Київ                           | Київ                           | 344    | 30      | падіння уламків у житлових кварталах                                                                   | —                         |
| 19.07.25 | Кіровоградська обл.            | Новоукраїнський р-н            | 344    | 30      | пошкоджено приватний житловий будинок                                                                  | —                         |
| 19.07.25 | Одеська обл.                   | Одеса                          | 344    | 30      | влучання дрона у житлову девʼятиповерхівку                                                             | 1 загибла                 |
| 19.07.25 | Дніпропетровська обл.          | Павлоград                      | 344    | 30      | атаковано пожежна частина, промислові підприємства, 5-поверхівка                                       | —                         |
| 20.07.25 | центр та схід України          | центр та схід України          | 57     | 32      | 18 збиті ППО, ще 7 локаційно втрачено                                                                  | —                         |
| 20.07.25 | Запорізька обл.                | Василівський р-н               | 57     | 32      | удар по приватному житловому будинку                                                                   | 2 поранено                |
| 20.07.25 | Запорізька обл.                | Запорізький р-н                | 57     | 32      | атаковані житлові будинки та цивільна забудова                                                         | 1 поранена                |
| 20.07.25 | Харківська обл.                | Ізюм                           | 57     | 32      | пошкоджено житлові та приватні будівлі                                                                 | 2 поранено                |
| 21.07.25 | Україна                        | Україна                        | 426    | 23      | 200 збиті ППО, ще 203 локаційно втрачено                                                               | —                         |
| 21.07.25 | Івано-Франківська обл.         | Івано-Франківський р-н         | 426    | 23      | пошкоджено житлові будинки та авто                                                                     | 4 поранено                |
| 21.07.25 | Хмельницька обл.               | Кам'янець-Подільський р-н      | 426    | 23      | пошкоджені приватні житлові будинки                                                                    | —                         |
| 21.07.25 | Київ                           | Київ                           | 426    | 23      | атаковані житлові будинки, дитсадок, торгові та складські приміщення                                   | 1 загиблий, 7 поранено    |
| 21.07.25 | Харківська обл.                | Харків                         | 426    | 23      | пошкоджені житлові будинки та цивільні підприємства                                                    | —                         |
| 22.07.25 | південь та схід України        | південь та схід України        | 42     | 9       | 26 збиті ППО, ще 7 локаційно втрачено                                                                  | —                         |
| 22.07.25 | Одеська обл.                   | Одеса                          | 42     | 9       | пошкоджено магазин та багатоповерхівку                                                                 | 1 поранений               |
| 22.07.25 | Дніпропетровська обл.          | Магдалинівка                   | 42     | 9       | пошкоджений інфраструктурний об'єкт                                                                    | —                         |
| 22.07.25 | Дніпропетровська обл.          | Васильківка                    | 42     | 9       | понівечене державне підприємство                                                                       | —                         |
| 22.07.25 | Сумська обл.                   | Ковпаківський р-н              | 42     | 9       | атакована житлова забудова                                                                             | 11 поранено               |
| 22.07.25 | Сумська обл.                   | Путивль                        | 42     | 9       | уражені багатоповерхівки, нежитлові споруди                                                            | 2 поранено                |
| 22.07.25 | Сумська обл.                   | Суми                           | 42     | 9       | пошкоджені багатоповерхові будинки, ТЦ                                                                 | 3 поранено                |
| 23.07.25 | центр та схід України          | центр та схід України          | 71     | 26      | 27 збиті ППО, ще 18 локаційно втрачено                                                                 | —                         |
| 23.07.25 | Дніпропетровська обл.          | Кривий Ріг                     | 71     | 26      | пошкоджено житлові будинки, приватне та промислове підприємства, школу                                 | —                         |
| 23.07.25 | Дніпропетровська обл.          | Синельниківський р-н           | 71     | 26      | уражено фермерське господарство, магазин, амбулаторія, спортзал, школа, заклад культури і адмінбудівля | —                         |
| 23.07.25 | Сумська обл.                   | Суми                           | 71     | 26      | влучання у проїзджу частину, удар по одному з обʼєктів АТ «Сумиобленерго»                              | —                         |
| 24.07.25 | центр, південь та схід України | центр, південь та схід України | 103    | 13      | 90 збиті ППО та локаційно втрачено                                                                     | —                         |
| 24.07.25 | Одеська обл.                   | Одеса                          | 103    | 13      | уражено житло, АЗС, ринок Привоз, пам’ятки архітектури                                                 | 1 загиблий, 4 поранено    |
| 24.07.25 | Миколаївська обл.              | Миколаїв                       | 103    | 13      | спалахнули пожежі на складах двох підприємств                                                          | —                         |
| 24.07.25 | Запорізька обл.                | Запорізький р-н                | 103    | 13      | завдано ударів по дачних кооперативах                                                                  | —                         |
| 25.07.25 | центр та схід України          | центр та схід України          | 61     | 7       | 54 збиті ППО та локаційно втрачено                                                                     | —                         |
| 25.07.25 | Дніпропетровська обл.          | Павлоград                      | 61     | 7       | відомо про пожежу на території підприємства                                                            | —                         |
| 25.07.25 | Дніпропетровська обл.          | Синельниківський р-н           | 61     | 7       | пошкоджено багатоквартирний будинок, нежитлові будівлі та ЛЕП                                          | 1 поранений               |
| 25.07.25 | Сумська обл.                   | Суми                           | 61     | 7       | пошкоджень зазнала адміністративна будівля                                                             | —                         |
| 26.07.25 | центр та схід України          | центр та схід України          | 208    | 25      | 183 збиті ППО та локаційно втрачено                                                                    | —                         |
| 26.07.25 | Дніпропетровська обл.          | Дніпро                         | 208    | 25      | уражена багатоповерхівка, пошкоджені промислові підприємства                                           | 1 загиблий, 1 поранена    |
| 26.07.25 | Дніпропетровська обл.          | Дніпровський р-н               | 208    | 25      | пошкоджений торговий центр, підприємства                                                               | 1 загиблий, 4 поранено    |
| 26.07.25 | Дніпропетровська обл.          | Кам'янське                     | 208    | 25      | атаковано гіпермаркет Епіцентр К, частково пошкоджено житлові будинки                                  | —                         |
| 26.07.25 | Сумська обл.                   | Суми                           | 208    | 25      | уражена будівля обласної адміністрації та житло                                                        | —                         |
| 26.07.25 | Сумська обл.                   | Шостка                         | 208    | 25      | уражені приватні будинки, багатоповерхіки та обʼєкти інфраструктури                                    | 3 поранено                |
| 26.07.25 | Харківська обл.                | Зміїв                          | 208    | 25      | пошкоджено житлові будинки, освітній заклад і підприємство                                             | 1 загиблий, 3 поранено    |
| 26.07.25 | Харківська обл.                | Харків                         | 208    | 25      | пошкоджені житлові багатоповерхівки, цивільне підприємство, дороги                                     | 5 поранено                |
| 26.07.25 | Запорізька обл.                | Запорізький р-н                | 208    | 25      | пошкоджений склад фермерського господарства, зруйнований приватний будинок                             | —                         |
| 27.07.25 | Україна                        | Україна                        | 83     | 5       | 78 збиті ППО та локаційно втрачено                                                                     | —                         |
| 27.07.25 | Харківська обл.                | Харків                         | 83     | 5       | атаковані житлові будинки та цивільна інф-ра                                                           | —                         |
| 28.07.25 | Україна                        | Україна                        | 324    | 15      | 309 збиті ППО та локаційно втрачено                                                                    | —                         |
| 28.07.25 | Київ                           | Київ                           | 324    | 15      | пошкоджено житлові будинки, авто                                                                       | 8 поранено                |
| 28.07.25 | Хмельницька обл.               | Старокостянтинів               | 324    | 15      | пошкоджено адмінбудівлю підприємства                                                                   | —                         |
| 28.07.25 | Кіровоградська обл.            | Кропивницький                  | 324    | 15      | атаковано філармонію, університет і підрозділ ДСНС                                                     | —                         |
| 29.07.25 | Україна                        | Україна                        | 37     | 5       | 32 збиті ППО та локаційно втрачено                                                                     | —                         |
| 29.07.25 | Харківська обл.                | Ізюм                           | 37     | 5       | атака непрацюючого промислового підприємства                                                           | —                         |
| 30.07.25 | центр та схід України          | центр та схід України          | 78     | 27      | 51 збиті ППО та локаційно втрачено                                                                     | —                         |
| 30.07.25 | Дніпропетровська обл.          | Павлоград                      | 78     | 27      | пошкоджене транспортне підприємство                                                                    | 1 поранений               |
| 30.07.25 | Дніпропетровська обл.          | Синельниківський р-н           | 78     | 27      | не встановлено                                                                                         | —                         |
| 30.07.25 | Харківська обл.                | Харків                         | 78     | 27      | пошкоджена автомийка, скління багатоквартирного будинку, супермаркет                                   | 2 поранено                |
| 31.07.25 | центр України                  | центр України                  | 309    | 21      | 288 збиті ППО та локаційно втрачено                                                                    | —                         |
| 31.07.25 | Київ                           | Київ                           | 309    | 21      | атаковані житлові будинки, медзаклад, інфраструктура                                                   | 31 загиблий, 159 поранено |
| 31.07.25 | Київська обл.                  | Бучанський р-н                 | 309    | 21      | пошкоджено магазини та склади                                                                          | —                         |
| —        | Білорусь                       | Білорусь                       | 96     | —       | за повідомленням видання Belsat, у липні в Білорусь залетіло щонайменше 96 БпЛА                        | —                         |

### Серпень
У серпні 2025 було зафіксовано щонайменше 1 216 БпЛА та 309 влучань.
| дата     | регіон                         | місце                          | всього | влучань | влучання                                                                 | жертви                  |
| -------- | ------------------------------ | ------------------------------ | ------ | ------- | ------------------------------------------------------------------------ | ----------------------- |
| 01.08.25 | центр та схід України          | центр та схід України          | 72     | 28      | 44 збиті ППО та локаційно втрачено                                       | —                       |
| 01.08.25 | Київська обл.                  | Біла Церква                    | 72     | 28      | виникли пожежі на території цивільних підприємств                        | —                       |
| 01.08.25 | Дніпропетровська обл.          | Синельниківський р-н           | 72     | 28      | уражені фермерські господарства, ліцей, пошта, житлові будинки           | 2 поранено              |
| 02.08.25 | Україна                        | Україна                        | 53     | 8       | 45 збиті ППО та локаційно втрачено                                       | —                       |
| 02.08.25 | Донецька обл.                  | Дружківка                      | 53     | 8       | пошкоджено два житлові будинки, ринок, магазин і адміністративну будівлю | 7 поранено              |
| 02.08.25 | Донецька обл.                  | Слов'янськ                     | 53     | 8       | пошкоджено багатоповерхівки і гуртожиток                                 | 1 поранений             |
| 02.08.25 | Дніпропетровська обл.          | Синельниківський р-н           | 53     | 8       | уражено господарську споруду, адмінбудівлю, приватні будинки та авто     | 3 поранено              |
| 03.08.25 | Україна                        | Україна                        | 76     | 16      | 60 збиті ППО та локаційно втрачено                                       | —                       |
| 03.08.25 | Харківська обл.                | Харків                         | 76     | 16      | атаковані складські приміщення                                           | —                       |
| 03.08.25 | Харківська обл.                | Балаклія                       | 76     | 16      | уражено понад 10 житлових будинків                                       | —                       |
| 03.08.25 | Харківська обл.                | Чугуїв                         | 76     | 16      | атакувано мікрорайон з приватною забудовою                               | 3 поранено              |
| 04.08.25 | центр, південь та схід України | центр, південь та схід України | 162    | 1       | 161 збиті ППО та локаційно втрачено                                      | —                       |
| 04.08.25 | Одеська обл.                   | Одеський р-н                   | 162    | 1       | пошкоджено житлові, торгові та адміністративні будівлі, авто, синагогу   | —                       |
| 05.08.25 | Україна                        | Україна                        | 46     | 17      | 29 збиті ППО та локаційно втрачено                                       | —                       |
| 05.08.25 | Харківська обл.                | Лозова                         | 46     | 17      | пошкоджений залізничний вокзал, багатоповерхівки, приватний сектор       | 1 загиблий, 10 поранено |
| 06.08.25 | центр, південь та схід України | центр, південь та схід України | 45     | 9       | 36 збиті ППО та локаційно втрачено                                       | —                       |
| 06.08.25 | Одеська обл.                   | Новосільське                   | 45     | 9       | удар по газовій станції                                                  | —                       |
| 06.08.25 | Дніпропетровська обл.          | Синельниківський р-н           | 45     | 9       | понівечена інфраструктура                                                | —                       |
| 07.08.25 | центр, південь та схід України | центр, південь та схід України | 112    | 23      | 89 збиті ППО та локаційно втрачено                                       | —                       |
| 07.08.25 | Дніпропетровська обл.          | Дніпро                         | 112    | 23      | уражені адмінбудівлі, приватні та багатоквартирні житлові будинки, авто  | 4 поранено              |
| 07.08.25 | Дніпропетровська обл.          | Кривий Ріг                     | 112    | 23      | не встановлено                                                           | —                       |
| 08.08.25 | центр, південь та схід України | центр, південь та схід України | 108    | 26      | 82 збиті ППО та локаційно втрачено                                       | —                       |
| 08.08.25 | Київська обл.                  | Бучанський р-н                 | 108    | 26      | уражені житлові будинки та комерційні споруди                            | 2 поранено              |
| 08.08.25 | Одеська обл.                   | Одеський р-н                   | 108    | 26      | уражено нафтобазу SOCAR, АЗС                                             | 4 поранено              |
| 08.08.25 | Сумська обл.                   | Суми                           | 108    | 26      | пошкоджені нежитлові будівлі, магазин та авто                            | 1 поранений             |
| 08.08.25 | Сумська обл.                   | Шостка                         | 108    | 26      | пошкоджені будинки, будівлі та автомобілі                                | —                       |
| 08.08.25 | Харківська обл.                | Харків                         | 108    | 26      | виникла пожежа на цивільному підприємстві                                | 2 поранено              |
| 09.08.25 | центр та схід України          | центр та схід України          | 47     | 31      | 16 збиті ППО та локаційно втрачено                                       | —                       |
| 09.08.25 | Харківська обл.                | Балаклія                       | 47     | 31      | уражене приватне житло, нежитлова будівля                                | —                       |
| 09.08.25 | Харківська обл.                | Чугуїв                         | 47     | 31      | пошкоджено багатоквартирний будинок                                      | 2 поранено              |
| 09.08.25 | Харківська обл.                | Харків                         | 47     | 31      | ворожий безпілотник поцілив по меблевому магазину                        | 4 поранено              |
| 10.08.25 | центр та схід України          | центр та схід України          | 100    | 30      | 70 збиті ППО та локаційно втрачено                                       | —                       |
| 10.08.25 | Дніпропетровська обл.          | Синельникове                   | 100    | 30      | було атаковано залізничну станцію                                        | —                       |
| 10.08.25 | Сумська обл.                   | Суми                           | 100    | 30      | російський безпілотник влучив у дах будівлі Сумської ОВА                 | —                       |
| 10.08.25 | Харківська обл.                | Чугуївський р-н                | 100    | 30      | уражено дитячий дошкільний навчальний заклад, складську будівлю          | —                       |
| 10.08.25 | Донецька обл.                  | Білозерське                    | 100    | 30      | атаковані багатоквартирні та приватні житлові будинки, гаражі авто       | 3 поранено              |
| 11.08.25 | центр, південь та схід України | центр, південь та схід України | 71     | 12      | 59 збиті ППО та локаційно втрачено                                       | —                       |
| 11.08.25 | Чернігівська обл.              | Семенівка                      | 71     | 12      | уражене місцеве підприємство                                             | —                       |
| 11.08.25 | Чернігівська обл.              | Корюківка                      | 71     | 12      | уражено ангар техніки місцевого підприємства                             | —                       |
| 11.08.25 | Донецька обл.                  | Нововодяне                     | 71     | 12      | пошкоджено 2 багатоквартирних будинки й заклад освіти                    | —                       |
| 11.08.25 | Донецька обл.                  | Святогірськ                    | 71     | 12      | пошкоджено заклади освіти та культури                                    | —                       |
| 12.08.25 | Сумська обл.                   | Сумська обл.                   | 48     | 12      | 26 збиті ППО та локаційно втрачено                                       | —                       |
| 12.08.25 | Донецька обл.                  | Донецька обл.                  | 48     | 12      | 26 збиті ППО та локаційно втрачено                                       | —                       |
| 13.08.25 | центр та схід України          | центр та схід України          | 49     | 17      | 32 збиті ППО та локаційно втрачено                                       | —                       |
| 14.08.25 | Чернігівська обл.              | Чернігівська обл.              | 45     | 21      | 24 збиті ППО та локаційно втрачено                                       | —                       |
| 14.08.25 | Донецька обл.                  | Донецька обл.                  | 45     | 21      | 24 збиті ППО та локаційно втрачено                                       | —                       |
| 15.08.25 | центр та схід України          | центр та схід України          | 97     | 34      | 63 збиті ППО та локаційно втрачено                                       | —                       |
| 15.08.25 | Сумська обл.                   | Суми                           | 97     | 34      | ворог атакував автозаправну станцію                                      | —                       |
| 16.08.25 | центр та схід України          | центр та схід України          | 85     | 24      | 61 збиті ППО та локаційно втрачено                                       | —                       |